# Buddyzm tybetański

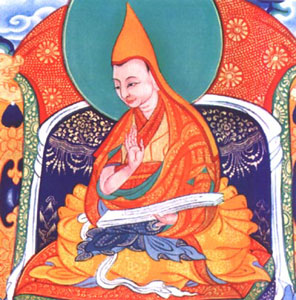
Przykładowe malowidło przedstawiające lamę (w tym przypadku Kjedrup Ge, Wylie: mkhas grub dge legs dpal bzang po; 1385–1438). Od słowa lama pochodzi określenie buddyzmu tybetańskiego jako lamaizmu

Buddyzm tybetański (tyb.: བོད་བརྒྱུད་ནང་བསྟན།, Wylie: bod brgyud nang bstan; określany też jako lamaizm, choć nazwa ta bywa odbierana jako pejoratywna i jest merytorycznie niesłuszna) – odmiana buddyzmu, która jest główną religią Tybetu i jego regionów sąsiadujących (np. Bhutanu, Nepalu, Sikkimu i Ladakhu) od czasu ustanowienia jej jako religii państwowej przez króla Trisong Decena (Wylie: khri srong lde btsan) panującego w Tybecie w okresie od roku 755 do 797. Jest także główną religią Mongolii i kilku republik autonomicznych Federacji Rosyjskiej (np. Buriacji, Tuwy i Kałmucji).

## Pochodzenie
Buddyzm tybetański pochodzi z kulminacyjnego rozwoju buddyzmu na obszarach, gdzie obecnie znajdują się Indie, Nepal, Pakistan, Bangladesz i Afganistan. Rozwój buddyzmu na tych terenach niemal całkowicie zakończyły podboje muzułmańskie. Buddyzm tybetański zachował wszystkie trzy jego główne nurty: hinajanę (Wylie: theg dman gyi bstan pa), mahajanę (Wylie: theg chen gyi bstan pa), wadżrajanę (Wylie: rdo rje theg pa’i bstan pa). Ze względu na owe trzy nurty, zwane również „trzema pojazdami”, buddyzm tybetański poprawnie nazywany jest „buddyzmem trzech pojazdów”.
Cechą charakterystyczną buddyzmu tybetańskiego jest kultywowanie tantr wadżrajany. Przekazy hinajany istnieją obok przekazów mahajany w trzech zbiorach kanonu (sutr, vinaji, abhidharmy) zawartych w Kangjurze i Tengjurze . Przekazy wadżrajany zebrane są w ośmiu wielkich systemach i w innych pomniejszych jako szczególne metody mahajany. W buddyzmie tybetańskim istnieje również przekaz dzogczen, który obecny jest ponadto w tybetańskiej religii bön. Wadżrajana nie jest wyłącznie związana z buddyzmem tybetańskim, ale również z japońską tradycją shingon, a w średniowieczu istniała również na terenach Sri Lanki, Azji Centralnej, Indochin oraz Indonezji. Liczba praktykujących buddyzm tybetański jest obecnie trudna do oszacowania ze względu na sytuację Tybetańczyków w i poza ChRL oraz rozwój buddyzmu tybetańskiego w krajach Zachodu i Dalekiego Wschodu.

## Historia

### Powstanie buddyzmu w wyniku „starożytnych przekazów” (ningma)

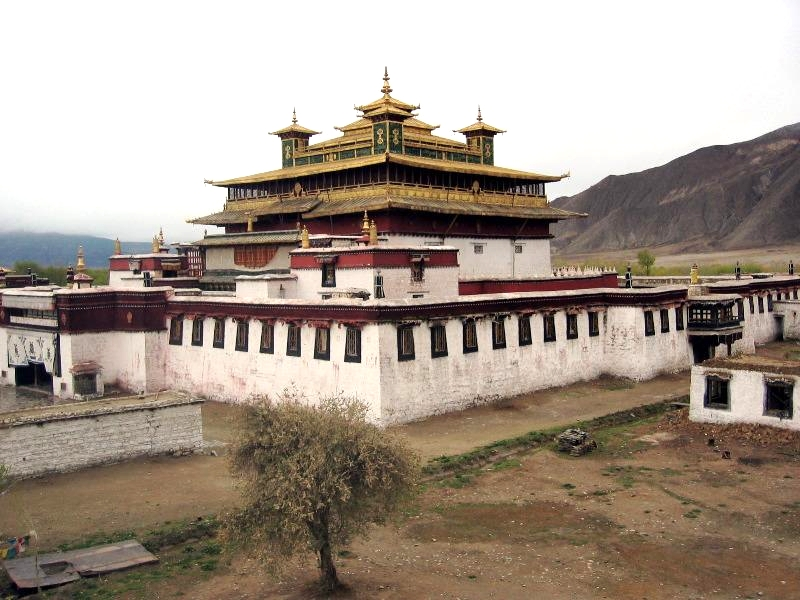
Główny budynek Samje (Wylie: bsam yas), pierwszego klasztoru buddyjskiego w Tybecie powstałego za czasów króla Trisong Decena

Powstanie buddyzmu w Tybecie zbiegło się z kulminacyjnym etapem buddyzmu tantrycznego na obszarach, gdzie obecnie znajdują się Nepal, Indie, Pakistan i Afganistan. Ówcześnie znajdowały się tam królestwa indyjskie oraz Oddijana. Zainicjowane zostało za czasów panowania tybetańskiego króla La Totori Niencena (Wylie: lha tho tho ri gnyan btsan) około roku 173. Dokumenty historyczne opisują buddyzm za czasów władcy imperium tybetańskiego Songcena Gampo, który umarł w roku 650. Zawarł małżeństwo z chińską księżniczką o imieniu Wencheng, która sprowadziła posąg Buddy Siakjamuniego Cioło Siakjamuni (zwany również Cioło Rinpocze, Wylie: jo bo rin po che), poślubił nepalską buddyjską księżniczkę o imieniu Bhrikuti, która sprowadziła posąg Akszobhji. Wybudował on kilka świątyń, w tym dwie główne w Lhasie: Trülnang (Wylie: 'phrul snang, tj. późniejszy Ciokang) jako miejsce dla posągu Akszobhji i Ramocie (Wylie: ra mo che dgon pa) dla posągu Cioło Siakjamuniego. Wysłał ministra i tłumacza Thonmi Sambhotę (Wylie: thon mi sam bho ta, ur. ok. 619) do Indii w celu utworzenia alfabetu tybetańskiego oraz zaprosił Aczarja Kumarę, Shankarę i nepalskiego Aczarja Shilmanju w celu tłumaczenia i popularyzowania buddyjskich pism .
Sukcesorem Songcena Gampo był król Trisong Decen (Wylie: khri srong lde btsan, 755-797), który oficjalnie ustanowił buddyzm jako religię państwową Tybetu. W tym celu zaprosił wielu uczonych buddyjskich oraz mnichów, którzy zapoczątkowali rozwój ordynacji mnisiej według tradycji sarvastivada oraz przekaz sutr (patrz artykuł hinajana w buddyzmie tybetańskim). Założył on pierwszy klasztor Samje (Wylie: bsam yas) niedaleko od Lhasy oraz zapoczątkował rozwój wadżrajany i aktywność wielu tłumaczy buddyjskich i adeptów tantr, wśród których był tybetański tłumacz Locała Wajroczana (Wylie: bai ro tsa na). Głównymi z zaproszonych byli Śāntarakṣita (Wylie: zhi ba tsho) i mahasiddha Padmasambhava. Śāntarakṣita był opatem indyjskiego centrum monastycznego Nalanda i odpowiadał za pełną edukację Tybetańczyków z pism buddyjskich. Padmasambhava odpowiadał za pełny przekaz wadżrajany do Tybetu. Niemniej jednak późniejszy tybetański król Langdarma (Wylie: glang dar ma, 838-841), będąc stronnikiem szamańskiej religii bön, doprowadził buddyzm w Tybecie niemal do zaniku . Przekaz z okresów Trisonga Decena przetrwał głównie poprzez odnajdywanie „ukrytych skarbów” zwanych termami, którym „starożytne przekazy” ningma (Wylie: rnying ma) zawdzięczają swoje późniejsze odrodzenie za sprawą takich uczonych jak Longczenpa (1308-1363), oraz nieliczne unikatowe przekazy świeckich adeptów i nielicznych mnichów, np. w „starożytnych” przekazach szkoły sakja.

### Odrodzenie buddyzmu poprzez „nowożytne przekazy” (sarma)

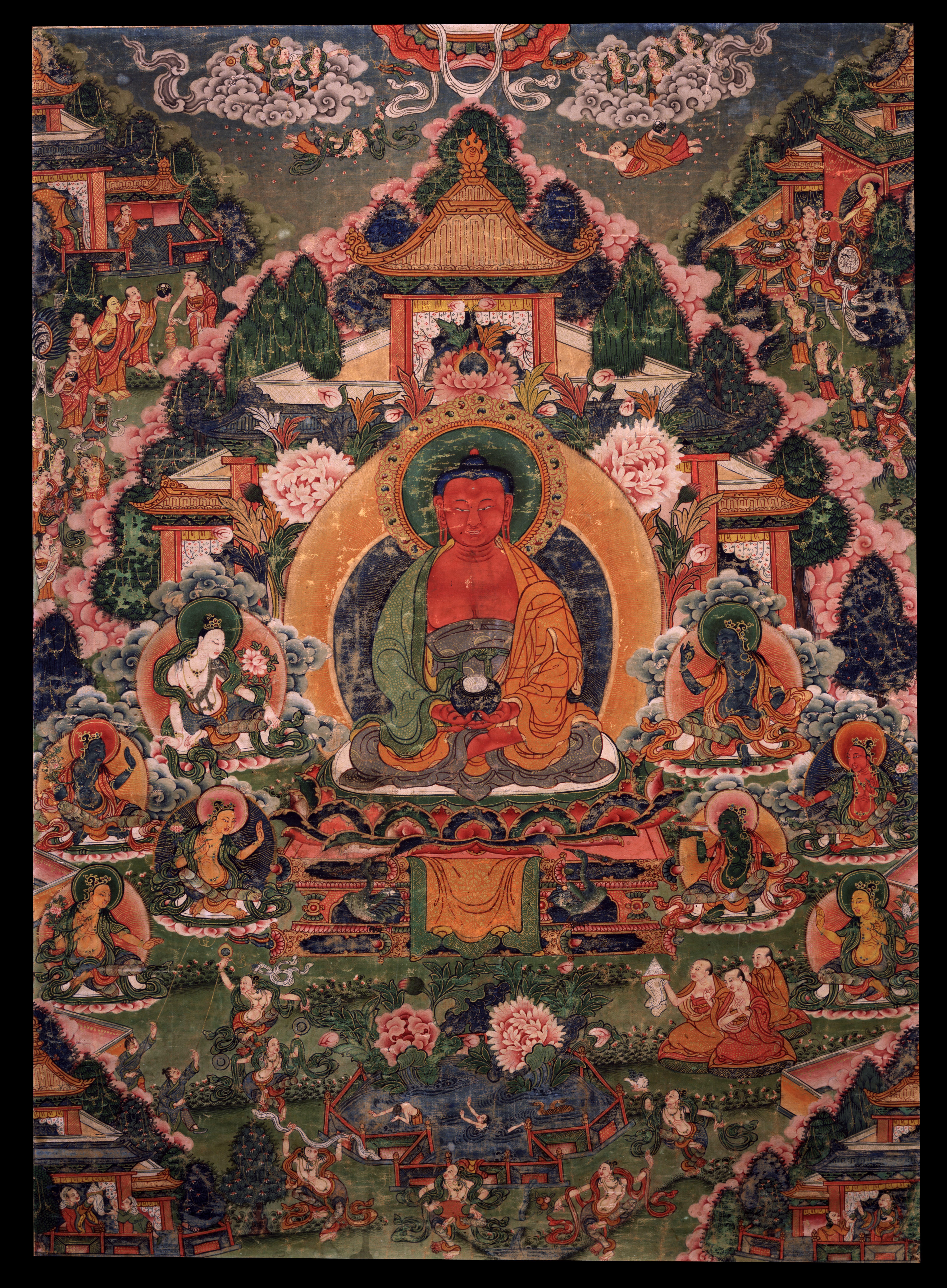
Malowidło przedstawiające buddę Amitabhę w swojej czystej krainie, Tybet Centralny, XVIII wiek

W XI wieku nastąpiło drugie przeniesienie i rozwój nauk i przekazów buddyjskich do Tybetu i Bhutanu (tzw. „nowożytne przekazy” sarma, Wylie: gsar ma) od mahasiddhów indyjskich. Tym razem po raz pierwszy w pełni nauczano w Tybecie tantr jogi najwyższej, dopiero co spopularyzowanych w buddyjskich Indiach równolegle do tantryzmu hinduistycznego. Dało to podwaliny pod trzy nowe główne tradycje tybetańskie: sakja, kagju i gelug. Prekursorem kadam był zaproszony do Tybetu Atiśa (980-1054) z bengalskiego centrum monastycznego Wikramasila, drugiego obok Nalandy najbardziej znaczącego centrum edukacji buddyjskiej w Indiach. Jego następcą i tłumaczem był Dromton (Wylie: 'brom ston pa rgyal ba'i 'byung gnas, 1005-1064). Na bazie nauk kadam Congkhapa (1357-1419) trzy wieki później zapoczątkował tradycję gelug. Prekursorem nauk sakja „nowożytnego przekazu” był Drokmi Locała (Wylie: brog mi lo tsa wa, 993-1077). Prekursorami kagju byli tłumacz kształcony m.in. przez Drokmi Locałę jogin Marpa Locała Ciökji Lodrö (Wylie: mar pa lo bo' chos kyi blo gros, 1012-1097) i Kjungpo Naldzior (Wylie: khyung po rnal 'byor, około 1050-1140 lub 990-1139), inicjator przekazu szangpa. Tybetański tłumacz Ngok Locała Loden Sierap (Wylie: rngog lo tsa ba blo ldan shes rab) (1059-1109) na podstawie wielu spotkań z indyjskimi uczonymi przełożył wiele dzieł filozoficznych m.in. o prawomocnym poznaniu (sanskryt: pramana, ang.: logic/valid cognition). Tybet odwiedzał mahasiddha Dampa Sangje (Wylie: Dam pa sangs rgyas (ur. ok. roku 1117), zapoczątkowując przekaz linii sicie (Wylie: zhi byed) oraz czöd. Za sprawą takich tybetańskich mistrzów jak Ra Ciörab (Wylie: rva chos rab, 1016-1098) zainicjowany został przekaz jordruk, najbardziej rozbudowanej w buddyzmie tantry Kalaczakra.
W roku 1204 tybetański tłumacz Tropu Locała (Wylie: khro phu lo tsa ba byams pa dpal, ur. 1173) zaprosił do Tybetu indyjskiego uczonego Shakyashribhadrę (1127-1225) , dzierżawcę tronu instytutu monastycznego Nalanda tuż sprzed inwazji muzułmańskich. Przekazał on w towarzystwie swoich mnichów ponownie do Tybetu ordynację mnisią vinaji przekazu sarvastivada. Najbardziej znanym tybetańskim mnichem tego przekazu został Sakja Pandita (1182–1251). Shakyashribhadra potwierdził autentyczność przekazu ningma w Indiach, np. tantry Guhyagharba . Sakja Pandita był ponadto wybitnym uczonym i mistrzem tantr z sakja, który władał wówczas Tybetem. Kubilaj-chan (1215-1294) przyjął w roku 1253 Drokön Ciögjal Pakpę (Wylie: 'gro mgon chos rgyal 'phags pa, 1235–1280), bratanka Sakja Pandity, jako swojego najwyższego mistrza duchowego i doradcę w sprawach politycznych . Zainicjowało to długotrwałe związki między duchowymi przywódcami Tybetu a władcami imperium mongolskiego, wieki później kontynuowane przez dalajlamów. Od tego czasu buddyzm tybetański stawał się główną religią Mongolii i związanych z nią Buriacji i Tuwy. „Nowożytne przekazy” ugruntował scholastyk Butön Rincien Drup (Wylie: bu ston rin chen grub, 1290-1364) ze szkoły sakja, który zebrał wszystkie nauki, zweryfikowane wtedy jako pochodzące od Buddy Siakjamuniego, w kolekcji Kangjur oraz buddyjskie traktaty i tantry w kolekcji Tengjur. Ponieważ wiele niezweryfikowanych nauk i tantr czasów Trisong Decena oraz term nie znalazło się w tych kolekcjach, terton i scholastyk Ratna Lingpa (Wylie: ratna gling pa, 1403-1478) zebrał je w alternatywnej kolekcji „Zebranych Tantr Ningma” (transliteracja Wyliego: snying ma rgyud 'bum). W 1450 roku w Bhutanie urodził się Pema Lingpa, czwarty z pięciu głównych tertonów w buddyzmie, który utworzył w pełni bhutańską odmianę tradycji ningma.

### Rewitalizowanie buddyzmu według syntezy gelug oraz ruchu rime
Następnym etapem rozwoju buddyzmu tybetańskiego była synteza sutr i tantr wykonana przez Congkhapę (1357-1419), który zjednoczył wszystkie istotne „nowożytne przekazy” w ramach jednej kombinacji monastycznych studiów i praktyk tradycji gelug. W owym czasie ugruntował się podział buddyzmu w Tybecie na cztery główne tradycje: ningma, sakja, kagju i gelug. Za sprawą mistrza i odnowiciela buddyzmu na pograniczu XVI i XVII w. Dzietsyna Tāranāthy (Wylie: rje btsun ta ra na tha, 1575-1635) nabrała znaczenia pomniejsza tradycja dzionang wywodząca się też od Dolpopy (Wylie: dol po pa shes rab rgyal mtshan, 1292-1361). Tāranātha odbył podróż do Indii i uzyskał system praktyk tantr indyjskiego mahasiddhy Śantigupty od jego spadkobiercy Buddhaguptanathy (1514-1610), kiedy wadżrajana w Indiach jeszcze nie zanikła. System ten znany jest obecnie jako dziewiąty wielki system praktyk buddyzmu tybetańskiego. W 1616 roku Ngawang Namgyal przybył do Bhutanu, zjednoczył kraj wprowadzając system dwuwładzy świeckiej i religijnej oraz ustanowił tradycję drukpa kagju jako główną bhutańską odmianę buddyzmu tybetańskiego obowiązującą do czasów obecnych.

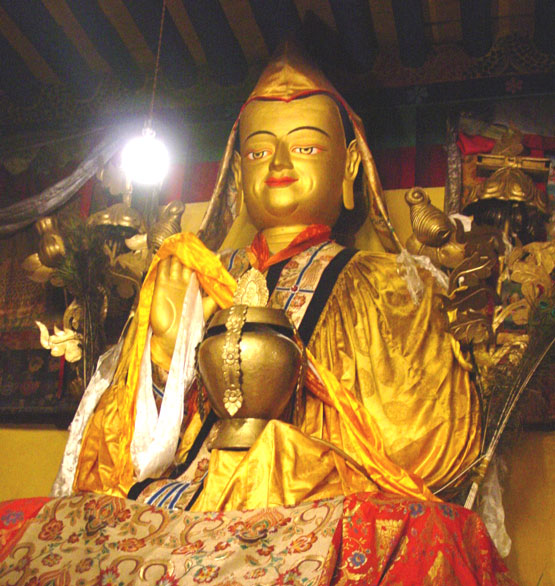
Posąg przedstawiający V Dalajlamę Losang Gjaco (Wylie: blo bzang rgya mtsho)

W tym okresie Tybetem zaczęli władać dalajlamowie. Tytuł dalaj po mongolsku oznaczający ocean, w którym zawarta jest mądrość (mong.: Далай) po raz pierwszy został nadany mnichowi Sonam Gjaco (Wylie: bsod nams rgya mtsho, Dalajlama III, 1543–1588) przez mongolskiego władcę Altan Chana (mong.: Алтан хан, 1507–1582). Następnym mnichem tytułowanym mianem dalaj został praprawnuk Altan Chana o imieniu Jonten Gjaco (Wylie: yon tan rgya mtsho, Dalajlama IV, 1589–1617). Pełna władza nad Tybetem została ustanowiona przez kolejnego dalajlamę Losang Gjaco (Wylie: blo bzang rgya mtsho, Dalajlama V, 1617–1682), zwanego Wielkim. Był on znamienitym politykiem oraz uznanym mistrzem tantr jogi najwyższej i dzogczen. Za jego czasów został wzniesiony pałac Potala – najbardziej znana tybetańska budowla. Podczas władzy następnych dalajlamów nabierała dominacji tradycja gelug, aż stała się najbardziej wpływową i najliczniejszą formą buddyzmu tybetańskiego.
Równocześnie pod wpływem aktywności licznych tertonów odnawiano przekazy tradycji ningma, czego przykładem były nowe termy tertonów Dzikme Lingpy (Wylie: jigs med gling pa, 1729-1798) i Dziamjang Kjence Łangpo (Wylie: 'jam dbyangs mkhyen brtse'i dbang po, 1820–1892). Z ramienia dalajlamów wybierano najwyższych rangą protektorów buddyzmu tybetańskiego mianowanych tytułem chutuchty (mong.: хутагт, transkrypcja polska chutagt). Zaja Pandita (1599–1662) o randze chutuchty utworzył pismo todo biczig do zapisu języka kałmuckiego na podstawie pisma mongolskiego, co ugruntowało buddyzm tybetański w Kałmucji. Cesarz Chin z dynastii Qing Qianlong (1711-1799), jako uczeń mistrza II Jangjiya Rolbidorji (Wylie: rol pa'i rdo rje, 1716–86) o randze chutuchty, sfinansował kompleks klasztorny Yonghegong w Pekinie. Tytułami chutuchty mianowani byli dżawdzandambowie, począwszy od I Dżawdzandamby Chutagt Öndör Gegeen Dzanabadzara (mong.: Жавзандамба хутагт Өндөр Гэгээн Занабазар, (transkrypcja. I Dziecün Dampa, Wylie: I rje btsun dam pa, 1635-1723) z Mongolii Zewnętrznej, aż do VIII Dżawdzandamby Chutagt Bogda Chana (mong.: Богд хаан, 1869–1924), po śmierci którego proklamowano utworzenie Mongolskiej Republiki Ludowej.
Ostatnim znaczącym etapem rozwoju było rewitalizowanie nauk sutr i tantr w ramach wielu kolekcji scholastyka Dziamgon Kongtrul Lodro Thaje (1813-1899) związanych z ruchem rime. W odróżnieniu od syntezy Congkhapy zebrał on przekazy tantr, term i nauk uwzględniając ich różnorodność, odrębność i oryginalność. Z tego względu do czasów obecnych stosuje się podział buddyzmu Tybetu na osiem wielkich systemów praktyk oraz syntezę praktyk w ramach tradycji gelug. W następnym wieku następowało umacnianie tego podziału. Kulminacją tego była polaryzacja na nurty w duchu tolerancji rime takich mistrzów jak Dzongsar Kjence Ciökji Lodrö (Wylie: rdzong gsar mkhyen brtse chos kyi blo gros, 1893–1959) oraz na nurty w duchu ekskluzywizmu gelug takich mistrzów jak Pabongka Rinpocze (Wylie: pha bong kha rin po che, 1878–1941). Pomimo prób otwarcia Tybetu na świat przez Dalajlamę XIII Thubten Gjaco (ur. 12 lutego 1876, zm. 17 grudnia 1933) państwo to cechowała silna izolacja od świata z zamknięciem granic dla turystyki cudzoziemskiej.

### Współczesny rozwój buddyzmu tybetańskiego (od roku 1950)

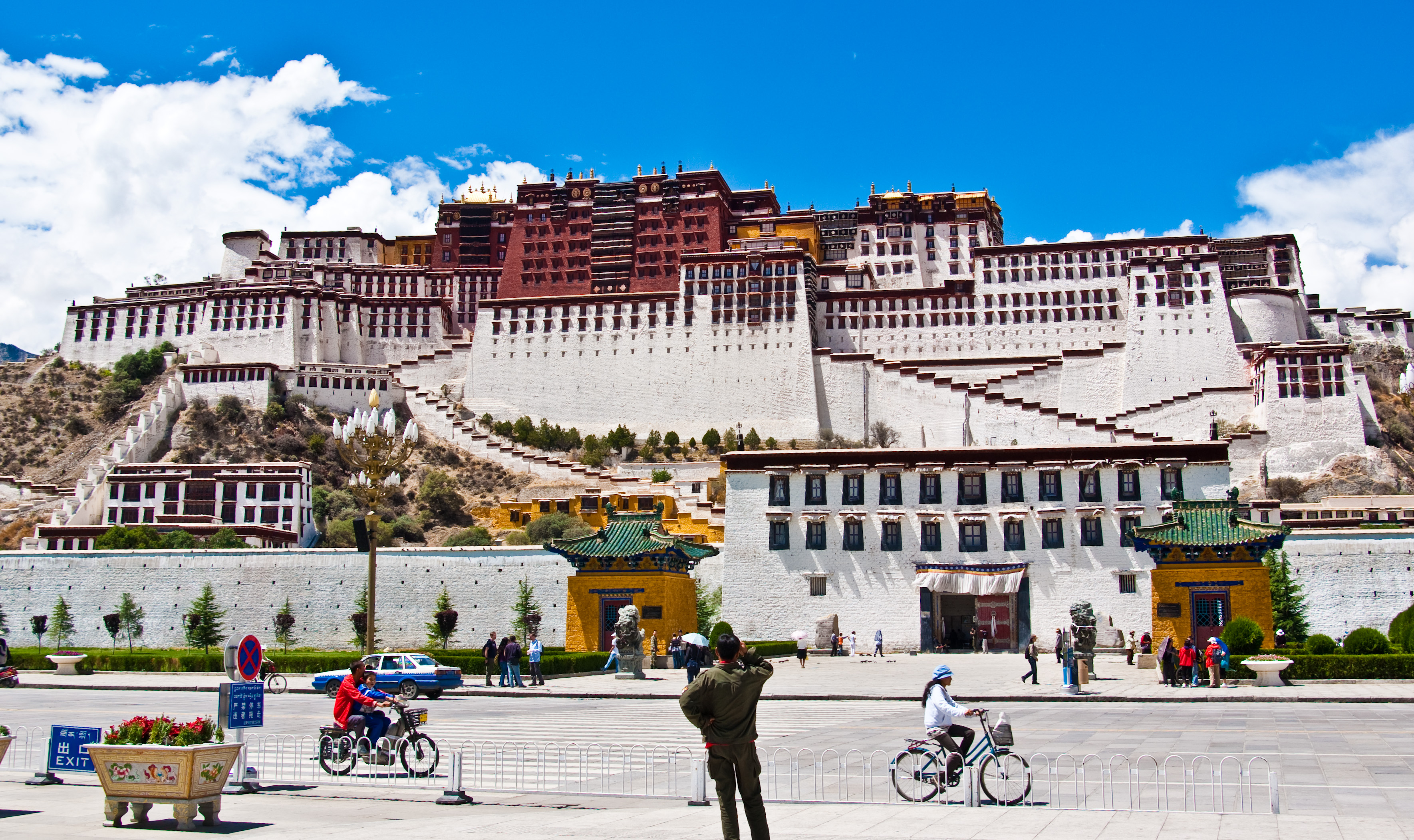
Pałac Potala w Lhasie

Na skutek inwazji na Tybet od roku 1950 i aneksji tego państwa przez komunistyczne Chiny w 1959 roku Dalajlama XIV oraz wielu innych wybitnych mistrzów buddyzmu tybetańskiego zmuszonych zostało do udania się na emigrację. W ten sposób można było zachować rząd na wychodźstwie i przygotować miejsce dla zagrożonej eksterminacją ludności tybetańskiej. W 1959 roku utworzono Centralny Rząd Tybetański z siedzibą w Dharamsali w Indiach . W 1965 roku Dalajlama XIV zorganizował historyczną konferencję, w której wszyscy liderzy głównych tradycji buddyzmu tybetańskiego wspólnie dyskutowali nad zachowaniem i rozwojem wszystkich autentycznych duchowych nauk Tybetu. Buddyzm tybetański wkroczył wówczas w nową erę swojego rozwoju we wcześniej niedostępnych dla niego krajach Zachodu oraz w pozostałych buddyjskich i niebuddyjskich krajach świata.
Pierwszymi z mistrzów początkujących tę erę, którzy zdobyli popularność na Zachodzie, byli mówiący w języku angielskim Ciögjam Trungpa Rinpocze (Wylie: chos rgyam drung pa rinpoche, 1939–1987) z kagju, który przeprowadził się do Stanów Zjednoczonych w roku 1970, i lama Tupten Jesie (Wylie: thub bstan ye shes, 1935–1984) z gelug. Położyli oni grunt pod trwającą do dziś popularność tej religii na Zachodzie i wizyty najwyższych rangą tybetańskich mistrzów tantrycznych. Podróże na Zachód odbyli m.in. Karmapa Rangdziung Rigpe Dordże (1924-1981), Kalu Rinpocze (1905-1989) z kagju, Ling Rinpocze (1903-1983), III Tridziang Rinpocze (1900-1981) z gelug, Dudziom Rinpocze (1904-1987), Dilgo Khyentse Rinpocze (1910-1991), Czogjal Namkhai Norbu (ur. 1938) z ningma oraz mistrzowie z sakja Sakja Tridzin (Wylie: sa skya khri 'dzin, ur. 1945) i Dezhung Rinpocze (1906-1987), który mieszkał w Seattle od roku 1960.
W Chińskiej Republice Ludowej na skutek działań reżimu komunistycznego zniszczono większość klasztorów buddyjskich i zakazano swobodnej praktyki buddyzmu tybetańskiego . Natomiast po obaleniu Mongolskiej Republice Ludowej w Mongolii odbudowuje się klasztory, a nauki buddyzmu tybetańskiego stopniowo są popularyzowane za sprawą takich mistrzów jak Bakula Rinpocze (1917-2003). Podobnie odbudowuje się buddyzm tybetański w innych regionach pokomunistycznych, np. Kałmucji. Dalajlama XIV rozpoznał i intronizował najwyższego tulku Mongolii Dziecün Dampę IX (1932-2012) w roku 1991  .

## Główne tradycje

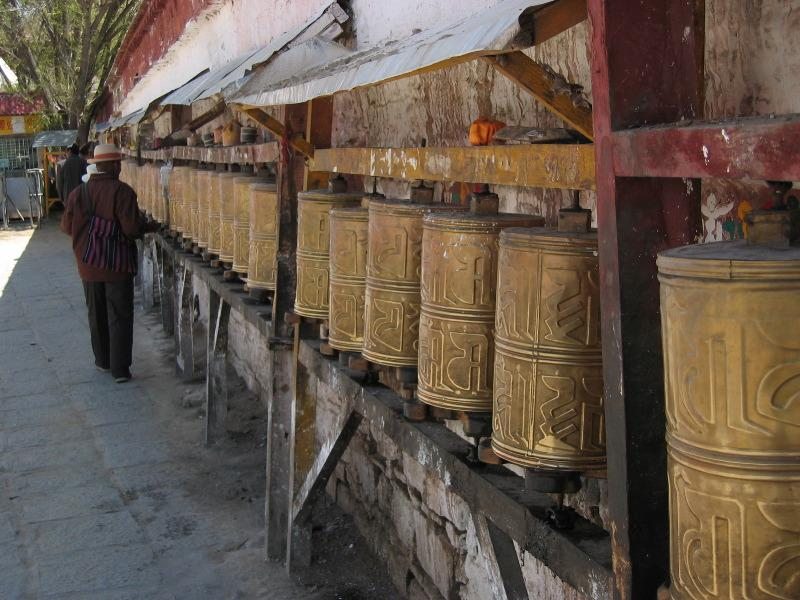
Młynki modlitewne w Samje (Wylie: bsam yas)

W ramach buddyzmu tybetańskiego wyróżnia się cztery główne tradycje:
- ningma (ningmapa, „starożytna tradycja”)
- kagju (kagjupa) – do której przynależy karmapa, który stoi na czele karma kagju
- sakja (sakjapa) – na jej czele stoi Sakja Tridzin (Wylie: sa skya khri 'dzin)
- gelug (gelugpa) – na jej czele stoi Ganden Tripa (Wylie: dga' ldan khri pa), a przynależy do niej dalajlama

Wyróżnia się też obok czterech głównych tradycji buddyzmu tybetańskiego dodatkowo piątą główną duchową tradycję Tybetu  :
- bön – to religia o korzeniach przedbuddyjskich, nie zaliczana do tradycji wywodzących się od Buddy Siakjamuniego, ale uznawana wraz z czterema tradycjami buddyzmu tybetańskiego za jedną z pięciu głównych duchowych tradycji Tybetu.

Dodatkowo do głównych tradycji buddyzmu tybetańskiego zalicza się również tradycję dzionang, związaną z przekazem mistrza Tāranātha (Wylie: rje btsun ta ra na tha, 1575-1635).
Buddyzm tybetański jest specyficzny w stosunku do innych odłamów buddyzmu, m.in. ze względu na długą historię wzajemnego współoddziaływania jego tradycji z religią bön.

## Osiem wielkich systemów praktyk

### Podział

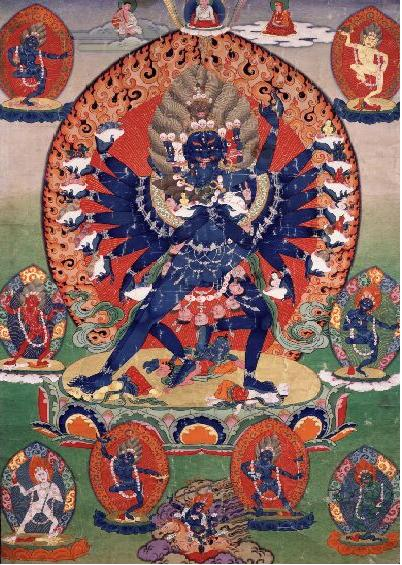
Thanka przedstawiająca jidama Hewadżra (Wylie: kye'i rdo rje) w otoczeniu ośmiu dakiń związanego z przekazem Marpy Locały Ciökji Lodrö. Jidam Hewadżra związany jest też z przekazem lamdre

„Po tybetańsku buddystów nazywa się nangpa (Wylie: nang pa), co dosłownie znaczy: skierowany do wewnątrz. A więc buddysta to ktoś, kto nie szuka prawdy na zewnątrz, lecz wewnątrz natury umysłu. Wszystkie nauki i praktyki zmierzają do jednego celu: spojrzenia w naturę umysłu”. Tyle może być nauk i praktyk, ile stanów umysłu.
Zgodnie z uczonym Dziamgonem Kongtrulem Wielkim (1813-1899) wyróżnia się osiem wielkich systemów praktyk Tybetu, które stosuje się w zależności od poszczególnych tradycji buddyzmu tybetańskiego:
1. praktyki tantr wewnętrznych starożytnej tradycji ningma, uwzględniające dzogczen, pochodzące z 5 linii przekazu kama (Wylie: bka' ma) i linii term
2. unikatowe praktyki nieistniejącej już oddzielnie tradycji kadam przekazane od Atiśi
3. praktyki lamdre (Wylie: lam ‘bras) „Ścieżki i Jej Owocu” przekazane od mahasiddhy Virupy (sanskryt: Virūpa, Wylie: bi ru pa)
4. praktyki przekazane w tradycji kagju przez Marpę Locałę Ciökji Lodrö głównie od mahasiddhów Naropy (sanskryt: Nāropadā) i Maitripy (sanskryt: Maitrīpāda)
5. praktyki szangpa kagju przekazane od mahasiddhini Nigumy (Wylie: ni gu ma)
6. praktyki linii sicie (Wylie: zhi byed) „Uspokojenia” (ang.: Pacification) oraz linii czöd (Wylie: gcod) „Odcięcia” (ang.: Cutting), jako unikatowego odłamu linii sicie, przekazane od mahasiddhy Dampa Sangje (Wylie: Dam pa sangs rgyas)
7. praktyki jordruk (Wylie: sbyor drug), „Sześcioczęściowej Wadżra Jogi” związanej z tantrą Kalaczakra, pochodzące od mahasiddhy Kalaczakrapady (zwanego również Cilupa[78], XI w.)
8. praktyki „Podejścia i Zrealizowania Trzech Wadżr” (Wylie: rdo rje gsum gyi bsnyen sgrub, ang.: the Approach and Accomplishment of the Three Vajras), które zawierają podejście „Sześcioczęściowej Wadżra Jogi” w nawiązaniu do zrealizowania „Trzech Wadżr” ciała, mowy i umysłu, pochodzące od tybetańskiego mahasiddhy Orgjenpy.

### Charakterystyka
Wszystkie te systemy praktyk związane są z tantrami jogi najwyższej „nowożytnych przekazów” sarma i tantrami wewnętrznymi „starożytnych przekazów” ningma. Występują one obecnie tylko w buddyzmie tybetańskim. Ponadto istnieją pomniejsze tybetańskie praktyki tantr jogi najwyższej (np. Jamantaka od mahasiddhy Lalita Wadżra, popularna w tradycji Gelug) oraz systemy praktyk związane z trzema klasami tantr o pochodzeniu indyjskim: krija, czarja i joga (tłum. tantry czynu, postępowania i jogi, zwane również tantrami zewnętrznymi). We wszystkich tych systemach niezbędnym jest otrzymanie odpowiedniej inicjacji (zwanej z tybetańskiego łang, Wylie: dbang), bezpośredniego ustnego przekazu (tzw. lung, Wylie: rlung), wyjaśnień (tzw. tri, Wylie: khrid) dla osobistej indywidualnej praktyki od autentycznego duchowego nauczyciela (o tytule lamy, Wylie: blama) oraz oddanie i otwartość na jego linię mistrzów przekazu tantr. Indywidualna praktyka wyróżnia się od innych odmian buddyzmu niezwiązanych z wadżrajaną różnorodnością stosowanych technik, ćwiczeń jogicznych i rytuałów wykonywanych w harmonii z ciałem, mową i umysłem. Przykładem mogą być wizualizacje na jidama na podstawie wielobarwnych malowideł (tzw. thanek) i dwuwymiarowych schematów (tzw. mandal), przy wykonywaniu dłońmi gestów (tzw. mudr), trzymaniu rytualnych przedmiotów, takich jak wadżra, dzwonek i damaru, oraz recytowaniu przy różańcu (tzw. mala) rytualnych formuł (tzw. mantr) zawartych w tekstach do praktyk (tzw. sadhan).

### Reguły i nakazy

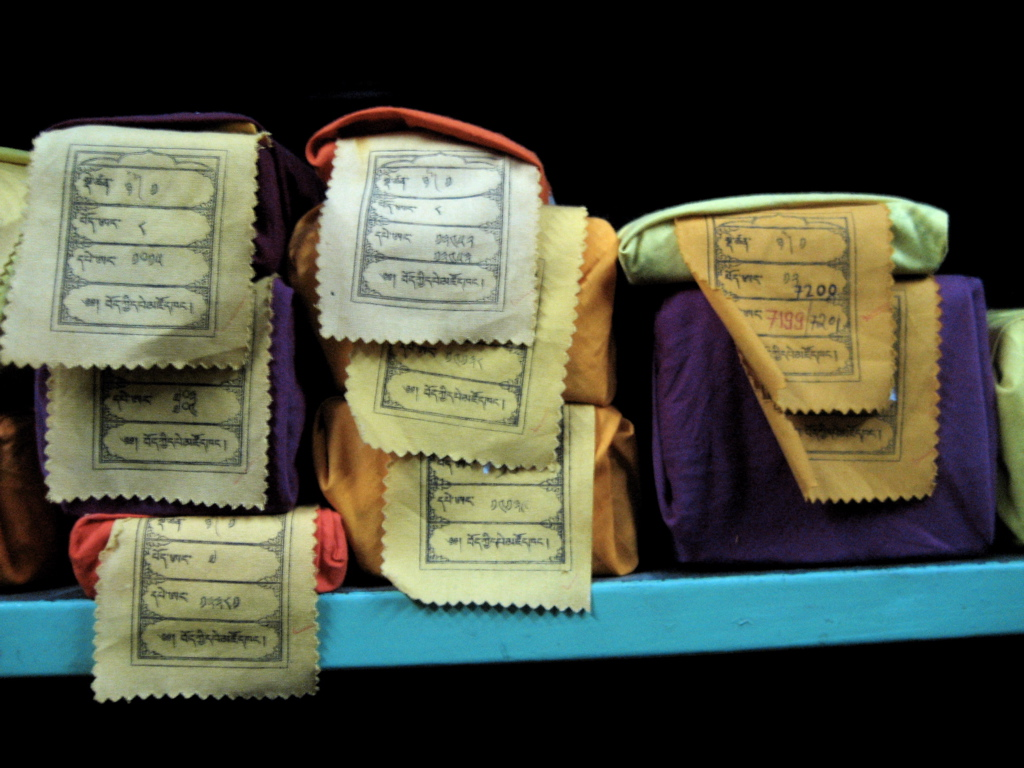
Księgi tybetańskie z biblioteki w Dharamsali

W praktyce tantr buddyjskich przestrzega się nakazów tzw. „indywidualnego wyzwolenia” i ślubowań (sanskryt: samaja, Wylie: dam tshig) bodhisattwy. Nakazy „indywidualnego wyzwolenia” służą wyrzeczeniu się czynów związanych z tworzeniem splamień umysłu i cierpienia (dukkha) poprzez przestrzeganie pięciu podstawowych nakazów osób świeckich vinai, powstrzymanie się od dziesięciu niewłaściwych czynów, niepoleganie na tzw. ośmiu światowych (doczesnych) troskach (o materialny dobrobyt lub jego brak, uznany społeczny status bądź pogardę, o wyrazy społecznego uznania bądź nagany, posiadanie przyjemności zmysłów bądź ich nieposiadanie). Dodatkowo istnieją ślubowania vinai dla osób wyświęconych. Ślubowania bodhisattwy dzieli się na osiemnaście głównych oraz 46 pomniejszych, gdzie podstawowym nakazem jest nieporzucenie altruistycznej postawy bodhisattwy zwanej bodhićittą. W praktyce tantr jogi, tantr jogi najwyższej i tantr wewnętrznych dochodzą jeszcze ślubowania tantryczne. Wszystkie te ślubowania odnoszą się do tzw. „trzech pojazdów” buddyzmu tybetańskiego, tj. hinajany, mahajany i wadżrajany; związane są z Czwartą Szlachetną Prawdą o Ścieżce Prowadzącej do Ustania Cierpienia. Zawarte są one w kanonach Kangjur i Tengjur.
Wyżej wymienione trzy rodzaje ślubowań można przyjąć podczas każdej pełnej inicjacji (Wylie: dbang) tantr jogi najwyższej i tantr wewnętrznych. Najpierw otrzymuje się schronienie buddyjskie, następnie ślubowania bodhisattwy i potem ślubowania postępowania tantrycznego. Buddyzm nie jest wiarą w istnienie wszechmocnego zbawiciela. Schronienie buddyjskie otrzymuje się w Buddzie – jako nauczycielu, Dharmie – jako nauczaniu o Doskonałym Oświeceniu, Sandze – jako wspólnocie przechowującej nauki. Ślubowania bodhisattwy otrzymuje się, by osiągnąć Doskonałe Oświecenie, również dla dobra wszystkich czujących istot. Ślubowania tantryczne otrzymuje się, by stosować metody tantryczne jako najbardziej efektywne i najszybsze dla osiągnięcia Doskonałego Oświecenia. Lama jest źródłem przekazu tych metod (w nieprzerwanej linii mistrzów przeszłości aż od samego buddy), praktyka jidama zawiera te metody, a tantryczni strażnicy typu dakinie i dharmapalowie są orszakiem jidama wspomagającym te metody. W celu rozwinięcia postaw indywidualnego wyzwolenia, bodhisattwy i tantrycznych otrzymuje się praktyki wstępne nyndro lub lamrim przygotowujące do właściwej praktyki tantr, np. fazy budującej cierim i fazy spełniającej dzokrim (zobacz też: mahamudra).

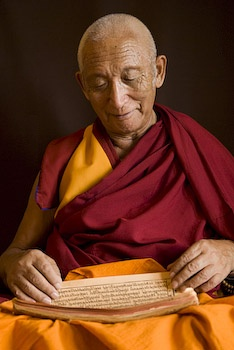
Gesze (Wylie: dge bshes) studiujący buddyjski tekst tybetański

## Teorie o naturze rzeczywistości

### Podstawowe pojęcia
Buddyzm tybetański pochodzi z kulminacyjnego rozwoju buddyzmu, jaki docierał z regionów związanych z Indiami i zawiera jako jedyny wszystkie trzy jego główne nurty: hinajanę (Wylie: theg dman gyi bstan pa), mahajanę (Wylie: theg chen gyi bstan pa), wadżrajanę (Wylie: rdo rje theg pa'i bstan pa) z tantrami jogi najwyższej. Podstawowe pojęcia całego zakresu owych nurtów, już od czasów wizyty w Tybecie Atiśy (980-1054) z bengalskiego centrum monastycznego Wikramasila, zwięźle i kompleksowo ujęto jako lamrim, tj. „Stopniową Ścieżkę do Oświecenia”. Tradycyjny układ lamrimu, który kończy się wprowadzeniem do wadżrajany, wygląda następująco:
I. Poleganie na mistrzu dharmy (podstawa „Ścieżki”)
1) Mistrz dharmy
II. Poziom podstawowy (korzystna reinkarnacja)
2) Cenne ludzkie odrodzenie
3) Śmierć i nietrwałość
4) Cierpienia w niższych światach (sansara)
5) Schronienie
6) Karma
III. Poziom pośredni (wyzwolenie od cierpienia)
7) Cierpienia ogólne i cierpienia w wyższych światach (sansary)
8) Splamienia
9) Ścieżka do wyzwolenia
IV. Poziom najwyższy („Doskonałe Oświecenie”)
10) Rozwinięcie i utrzymywanie bodhiczitty
11) Praktyka bodhisattwy (mahajana)
12) Trenowanie w wyciszeniu umysłu (Wylie: zhi gnas, sanskryt: śamatha)
13) Trenowanie we wglądzie w naturę rzeczywistości (Wylie: lhag mthong, sanskryt: vipaśanā)
14) Etapy mahajany
15) Poziomy mahajany (sanskryt: bhūmi)
16) „Doskonałe Oświecenie” (trzy ciała Buddy)
17) Szczególna ścieżka wadżrajany prowadząca do trzech ciał Buddy
Popularne podręczniki do lamrimu to „Klejnotowa Ozdoba Wyzwolenia” Gampopy i „Wielka Wykładnia Stopni na Ścieżce” Congkhapy. Natomiast studia prowadzone są w centrach monastycznych buddyzmu tybetańskiego. Studia oprócz kluczowych tantr buddyjskich obejmują tzw. „pięć dziedzin buddyzmu”: vinaję (etykę), abhidharmę (psychologię), pramanę (epistemologię i logikę), pradżnia-paramitę (filozofię; m.in. „Sutry Serca”), madhjamakę (doktryny tzw. „Środkowej Ścieżki”) i inne dziedziny uzupełniające, np. gramatyka sanskrytu. Dodatkowo mogą obejmować medycynę tybetańską, np. na bazie tantr Kalaczakry.

### Podział

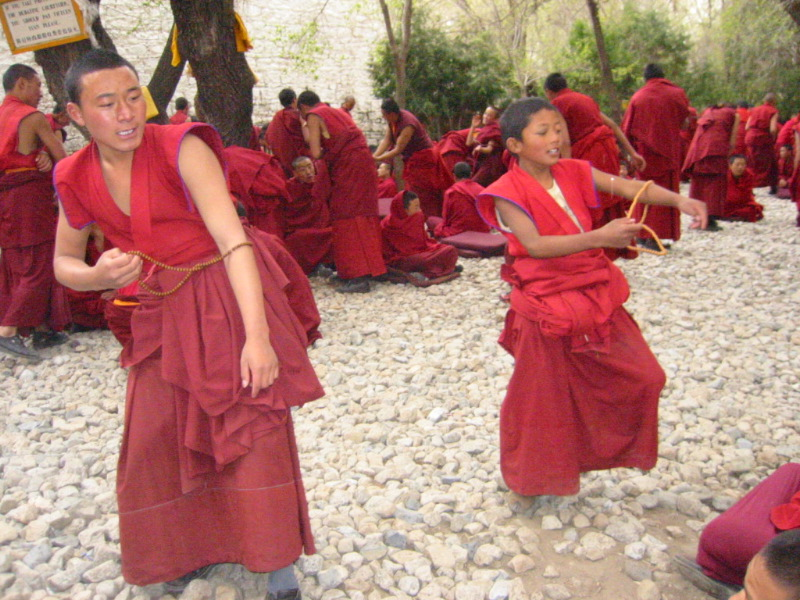
Mnisi tybetańscy debatujący na klasztornym dziedzińcu na temat doktryn buddyjskich. Trzymają różaniec (tzw. mala) w charakterystycznej pozie dla odparcia argumentów oponenta

Buddyzm tybetański oprócz dogłębnych praktyk bezpośrednio prowadzących do doświadczania natury rzeczywistości i natury umysłu zawiera również wiele kompleksowych doktryn na temat świata i umysłu. Doktryny te, przeważnie pochodzenia indyjskiego, rozwinięto w Tybecie na przestrzeni ponad tysiąca lat, tworząc również nowe doktryny, np. szentong i gelug prasangika. W ogólności buddyzm tybetański wyróżnia następujące doktryny nauk o naturze rzeczywistości:
1. wajbaszika
2. sautrantika
3. czittamatra
4. madhjamaka

### Charakterystyka
Doktryny o naturze rzeczywistości można traktować jako kolejne etapy w stopniowych medytacjach na tzw. „pustość” (sanskryt: śūnjatā) oraz odniesienie do nauk o naturze Buddy. Teorie te ponadto wspomagają takie praktyki jak mahamudra, dzogczen i tantry jogi najwyższej. Poszczególne doktryny nie wykluczają siebie nawzajem, ale się uzupełniają. Doktryny wajbaszika i sautrantika odnoszą się do nauk hinajany, a czittamatra i madhjamaka do nauk mahajany. Doktryny te studiowane są w klasztorach tybetańskich. Weryfikuje się ich znajomość w uwzględniających je egzaminach prowadzących do uzyskania akademickich tytułów buddyjskich, np. tytułu khenpo (Wylie: mkhan po) w klasztorach kagju i ningma czy równoznacznego tytułu gesze (Wylie: dge bshes) w klasztorach sakja i gelug.

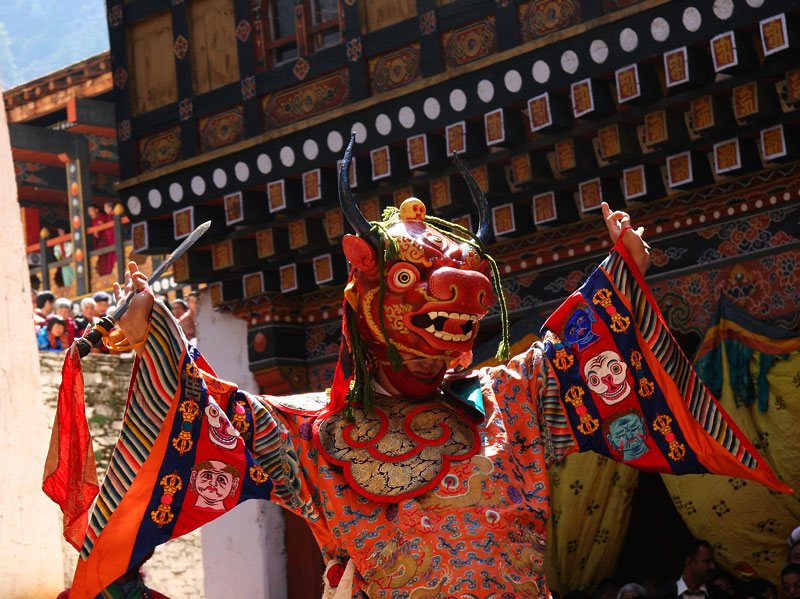
Pokaz „tańca lamów” związanego z Tybetańską Księgą Umarłych na dziedzińcu klasztoru Paro w Bhutanie. Na zdjęciu tańczący mnich w przebraniu „Pana Śmierci” (sanskryt: Jama, Wylie: gshin rje)

Wajbaszika m.in. przedstawia pogląd o ostatecznej naturze z trwałych niepodzielnie istniejących jednostek (Wylie: rtag dngos) jako najmniejszych cząsteczek składowych rzeczywistości doświadczanej poprzez świadomość. Sautrantrika m.in. naucza, że to, co przejawia się jako „zewnętrzna rzeczywistość”, jest niczym innym tylko własną projekcją mentalną, niż faktycznym doświadczaniem „niepodzielnie istniejących cząsteczek”, i w ten sposób tłumaczy, jak możliwe jest doświadczanie, gdyż świadomość nie jest różna w naturze od jej mentalnego doświadczenia. Czittamatra naucza m.in., że nie ma oddzielnej od świadomości (lub jej projekcji według sautrantiki) „zewnętrznej rzeczywistości”, a wszystko ma ostatecznie naturę umysłu, który, „samoświadomy i samorozświetlający się”, jest wolny od dualizmu doświadczającego i doświadczanego. Madhjamaka jest tu najbardziej precyzyjną doktryną na temat natury rzeczywistości (siunjaty). Jest „środkową ścieżką” poza wszelkimi „skrajnościami” błędów popadnięcia w omylnie rozumiany stan „pustości” jako nicości (nihilizmu) oraz błędów eternalizmu (inherentnego, wrodzonego i niezależnego istnienia zjawisk). W tej doktrynie wszystko jest opisywane jako współzależne i przejawiające się pod wpływem odpowiednich dla siebie przyczyn i warunków. Na poziomie ostatecznego wglądu nie można w żadnych zjawiskach odnaleźć ich inherentnej, wrodzonej i niezależnej egzystencji, włączając m.in. inherentne istnienie umysłu doświadczającego, jak i doświadczanego (odpowiadającego teorii czittamatry) – co odpowiadało by skrajności eternalizmu bądź oddziału świadomości od „zewnętrznego świata” (według teorii wajbasziki i sautrantiki) – co odpowiadało popadnięciu w skrajności nihilizmu, w którym mowa o niepodleganiu konsekwencjom własnych czynów.

## Terminologia praktyk

### Podział
W buddyzmie tybetańskim kładzie się nacisk na metody wadżrajany do bezpośredniego doświadczenia natury rzeczywistości, na temat której tylko „wnioskuje się” (według tzw. prawomocnego poznawania, sanskryt: pramana, ang.: logic/valid cognition) za pomocą (powyższej wymienionych) teorii buddyjskich. Istnieje osiem wielkich systemów praktyk buddyzmu tybetańskiego posiadających owe doświadczalne metody. Prowadzą one ostatecznie do zrealizowania Doskonałego Oświecenia mahajany, tj. trzech ciał Buddy. Choć systemy owe zawierają różnorodne specyficzne terminologie praktyk, to w największym skrócie można podzielić je na dwie odrębne kategorie – tantr jogi najwyższej oraz dzogczen.

### Terminologia w tantrach jogi najwyższej

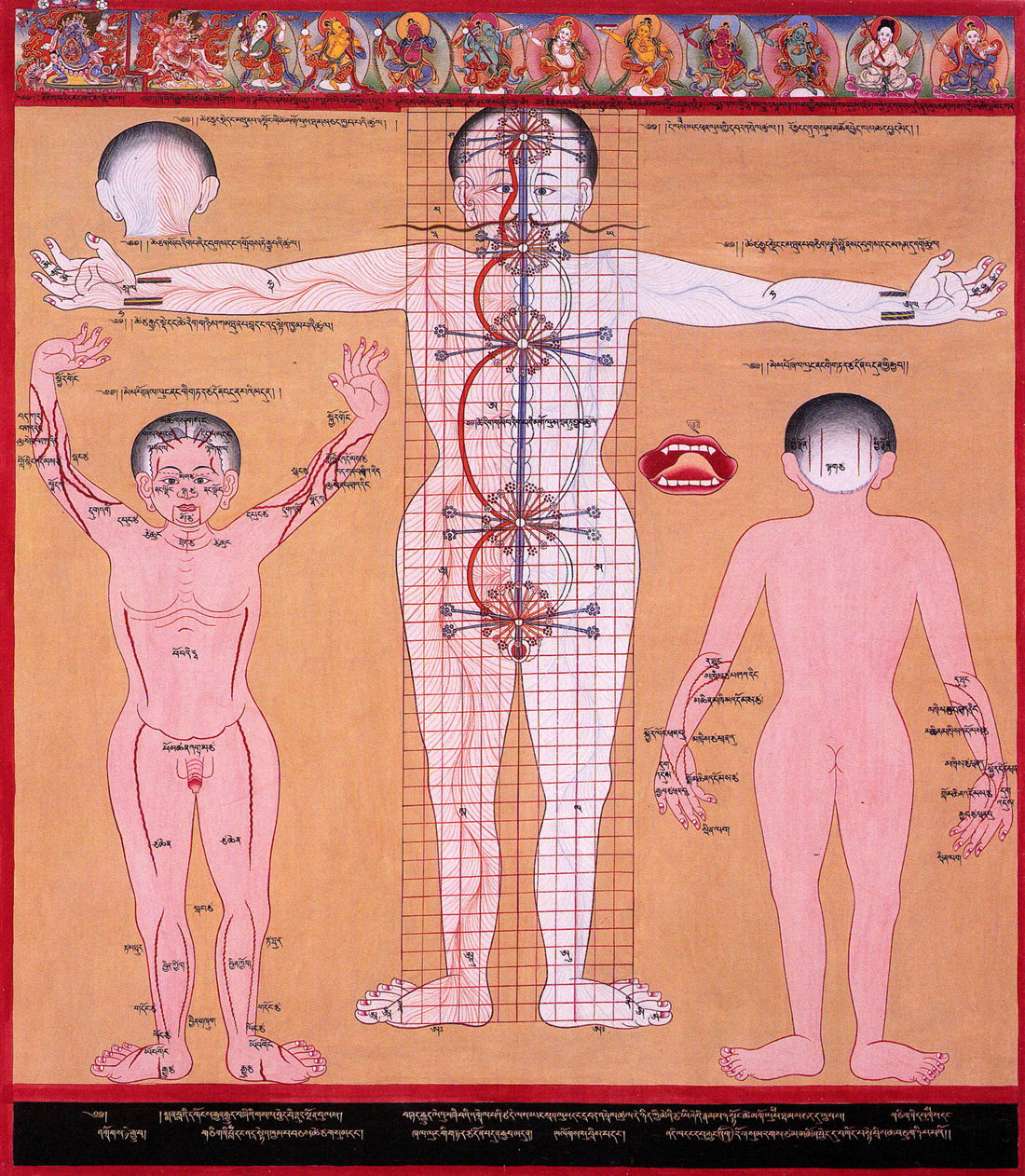
Grafika z rozmieszczeniem subtelnych kanałów (Wylie: rtsa) w ciele dla praktyki fazy spełniającej (dzokrim)

Tantry jogi najwyższej, związane z tantrą Guhjasamadźa zwaną „Królem Tantr”, można zawrzeć w następującej terminologii:
Tantry jogi najwyższej to szczególne metody, które pracują z naturą umysłu zwaną „Przejrzyste Światło”. Jest to stan o którym tantry wspominają, że kontynuuje się u każdego niezmiennie nawet po śmierci . Jednak obecnym w nim jest się za życia dopiero podczas medytacji fazy dzokrim (Wylie: rdzogs rim), na jawie lub podczas procesu snu, gdy osiągnie się rozpuszczenie wszystkich subtelnych wiatrów (Wylie: rlung) w kanałach (Wylie: rtsa) swego ciała. Ze stanu tego podczas medytacji fazy dzokrim może powstać również Ciało Iluzoryczne (Wylie: sgyu lus).
Jeżeli przebywanie w „Przejrzystym Świetle” można będzie kontynuować (w fazie dzokrim) pod koniec naturalnego procesu własnej śmierci, co po tybetańsku nazywać się będzie tukdam   (Wylie: thugs dam), to w zamian formowania się (po śmierci) stanu przejściowego bardo stawania się (Wylie: srid pa bar do) nastąpi formowanie się tantrycznego Ciała Iluzorycznego (Wylie: sgyu lus), „ciała”, z którego następnie może być wybrane „Ciało Emanacji” (tulku, Wylie: sprul sku). Tantrycznie transformowane jest w ten sposób tworzenie się własnej sansary (w ciągłości od śmierci przez stan pośmiertny do odrodzenia) w tworzenie się „trzech ciał Buddy” odpowiadających mahajanie, odpowiednio dharmakaji, sambhogakaji i nirmanakaji. Powszechnie znanymi postaciami tulku w buddyzmie są dalajlamowie, panczenlamowie, dżawdzandambowie, karmapowie i szamarpowie.

### Terminologia w dzogczen

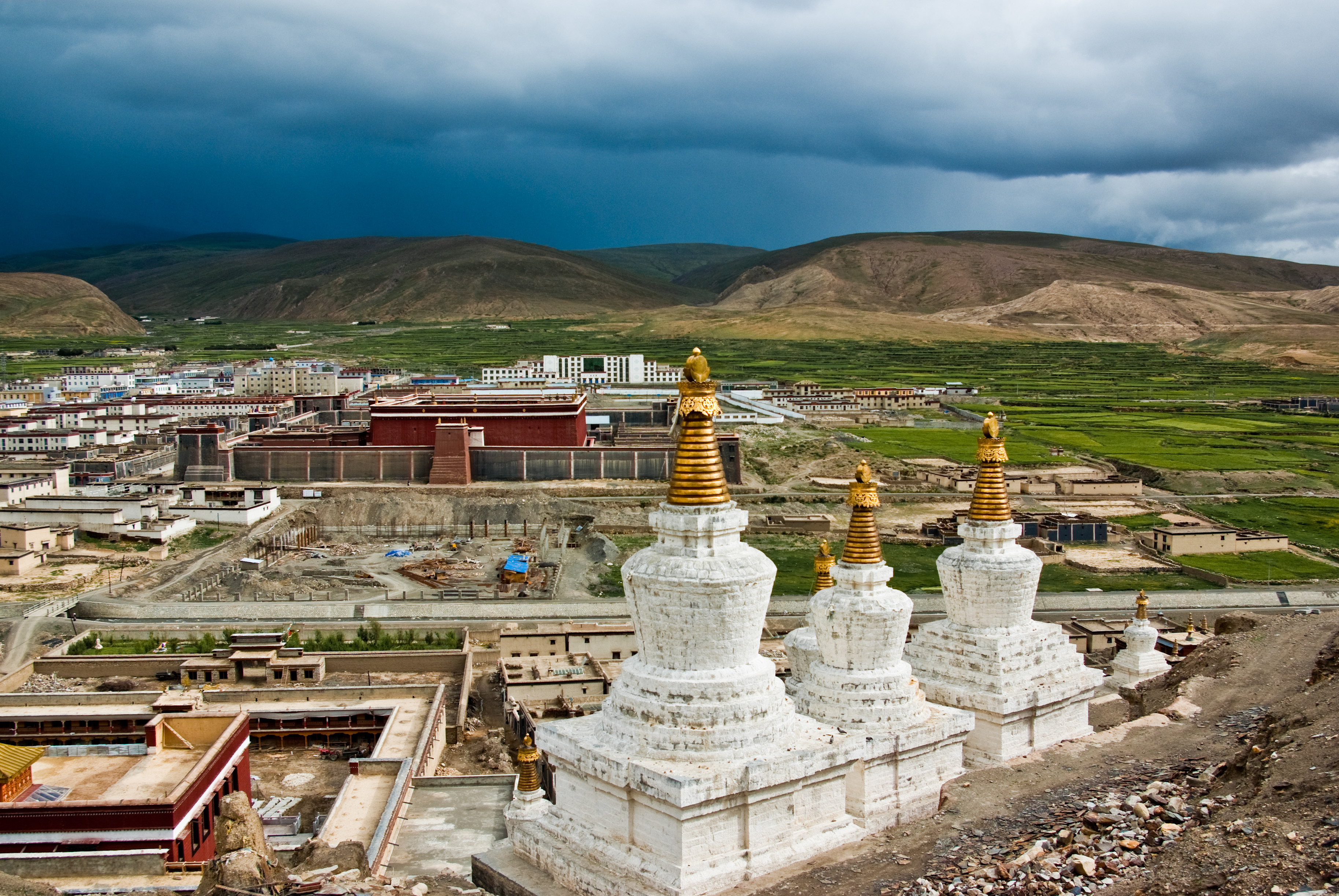
Tybetańskie stupy na tle klasztoru Sakja

Dzogczen w ujęciu „Najbardziej Sekretnego Cyklu”, zwanego nintik (Wylie: snying thig), związanego z kolekcją „Siedemnastu tantr”, można zawrzeć w następującej terminologii:
Zgodnie z procesem reinkarnacji według dwunastu ogniw współzależnego powstawania każda czująca istota, zanim narodzi się w świecie cierpień sansary, musi najpierw ulec niewiedzy w czasie śmierci poprzedniego życia oraz w czasie stanu pośredniego bardo przed narodzinami. Według dzogczen ta niewiedza to marigpa – brak wyzwolenia (przeciwieństwo rigpy), która uniemożliwia rozpoznanie pierwotnej czystości (Wylie: ka dak) w czasie śmierci lub rozpoznanie spontanicznego zrealizowania (Wylie: lhun grub) zjawisk w czasie stanu bardo dharmaty (Wylie: chos nyid bar do); chodzi o pierwszy, świetlisty stan bardo pomiędzy śmiercią a następnym odrodzeniem. Dopiero po owych nierozpoznaniach manifestuje się stopniowo Umysł (Wylie: sems), który zaczyna doświadczać zjawisk jako dualistycznie oddzielonych od niego. W wyniku tego następuje przekształcenie się zjawisk w sansaryczne formy pięciu żywiołów (przestrzeni, wiatru, ognia, wody, ziemi) w czasie drugiego stanu przejściowego bardo (Wylie: srid pa bar do), aż do odrodzenia po stanie bardo w świecie, a po odrodzeniu życie w świecie cierpień, dualności „ja-inne” i konceptualności, kiedy aktywny jest Umysł .
W praktyce dzogczen „punktem wyjścia jest inicjacja w stan rigpy zwana rigpé tsäl łang (Wylie: rig pa'i rtsal dbang), poglądem jest bycie obecnym w tym stanie, gdzie trzy ciała Buddy są nierozdzielne, medytacją jest rozpoznanie pierwotnej czystości (Wylie: ka dak) poprzez „przedarcie się” (Wylie: khregs chod) poza Umysł (Wylie: sems) poprzez praktykę trekciö oraz rozpoznanie spontanicznego zrealizowania (Wylie: lhun grub) zjawisk poprzez praktykę tögal (Wylie: thod rgal), właściwym (etycznym) prowadzeniem się jest bycie poza nadzieją i strachem, utrzymywaniem i porzucaniem, rezultatem jest stan Samantabhadry, pierwotnego buddy” .

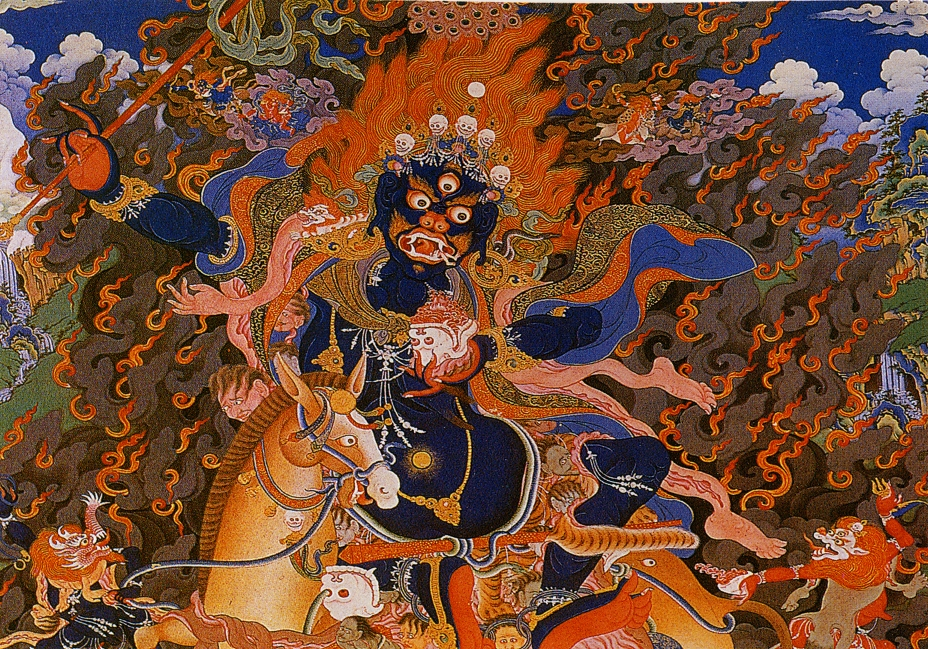
Fresk ścienny przedstawiający Palden Lhamo (Wylie: dpal ldan lha mo), strażniczkę nauk tantr jogi najwyższej oraz dzogczen

Stan „pierwotnego buddy” nazywany Samantabhadrą (Wylie: kun tu bzang po) jest powrotem do rigpy, która zawiera "trzy ciała Buddy": pierwotnie czystą (Wylie: ka dak) Esencję (Wylie: ngo bo), spontanicznie zrealizowaną (Wylie: lhun grub) Naturę (Wylie. Rang bZhin), wszechobecną moc (Wylie: rtsal) Współczucia (Wylie: thugs rje) dla nieprzebranych manifestacji.
Do stanu "pierwotnego buddy" powraca się za życia w trekciö poprzez rozpoznanie pierwotnej czystości (Wylie: ka dak) lub w tögal poprzez następujące Cztery Wizje (Wylie: snang ba bzhi) spontanicznego zrealizowania (Wylie: lhun grub) trzech ciał Buddy: 1) bezpośrednie zrealizowanie dharmaty samej w sobie (Wylie: chos nyid mngon sum) otwiera wrota do czystych krain, tzn. pozostałych wizji; 2) powiększające się doświadczenie (Wylie: nyams gong ‘phel ba) odsłania wizję nirmanakaji; 3) rigpa osiąga pełną dojrzałość (Wylie: rig pa tshad phebs) odsłaniając wizję sambhogakaji; 4) wyczerpanie wszystkich zjawisk dharmaty (Wylie: chos nyid du ‘dzin pa tsam yang zad pa), gdzie rozpuszcza się samo w sobie skupienie na dharmacie, odsłania wizję dharmakaji, aż do stanu „pierwotnego buddy”.
Natomiast możliwości zrealizowania trzech ciał Buddy zgodnie z procesem umierania, bardo i odrodzenia można opisać następująco:
„Ci spośród praktykujących dzogczen, którzy nie urzeczywistnili dharmakaji dzięki praktyce trekciö ze stanu procesu umierania, lub nie urzeczywistnili sambhogakaji na drodze praktyki tögal ze stanu pośredniego bardo dharmaty (Wylie: chos nyid bar do), mają możliwość osiągnięcia nirmanakaji ze stanu pośredniego bardo stawania się” (Wylie: srid pa bar do) .
Stosownie do powyższego, analogicznie do tantr jogi najwyższej, zrealizowanie nirmanakaji również w dzogczen odpowiada odrodzeniu jako tulku. Powszechnie znanymi postaciami tulku w dzogczen są np. w Bhutanie Gangteng Tulku Rinpoczowie oraz w regionie Tybetu Sogjal Rinpoczowie (Wylie: bsod rgyal rin po che).

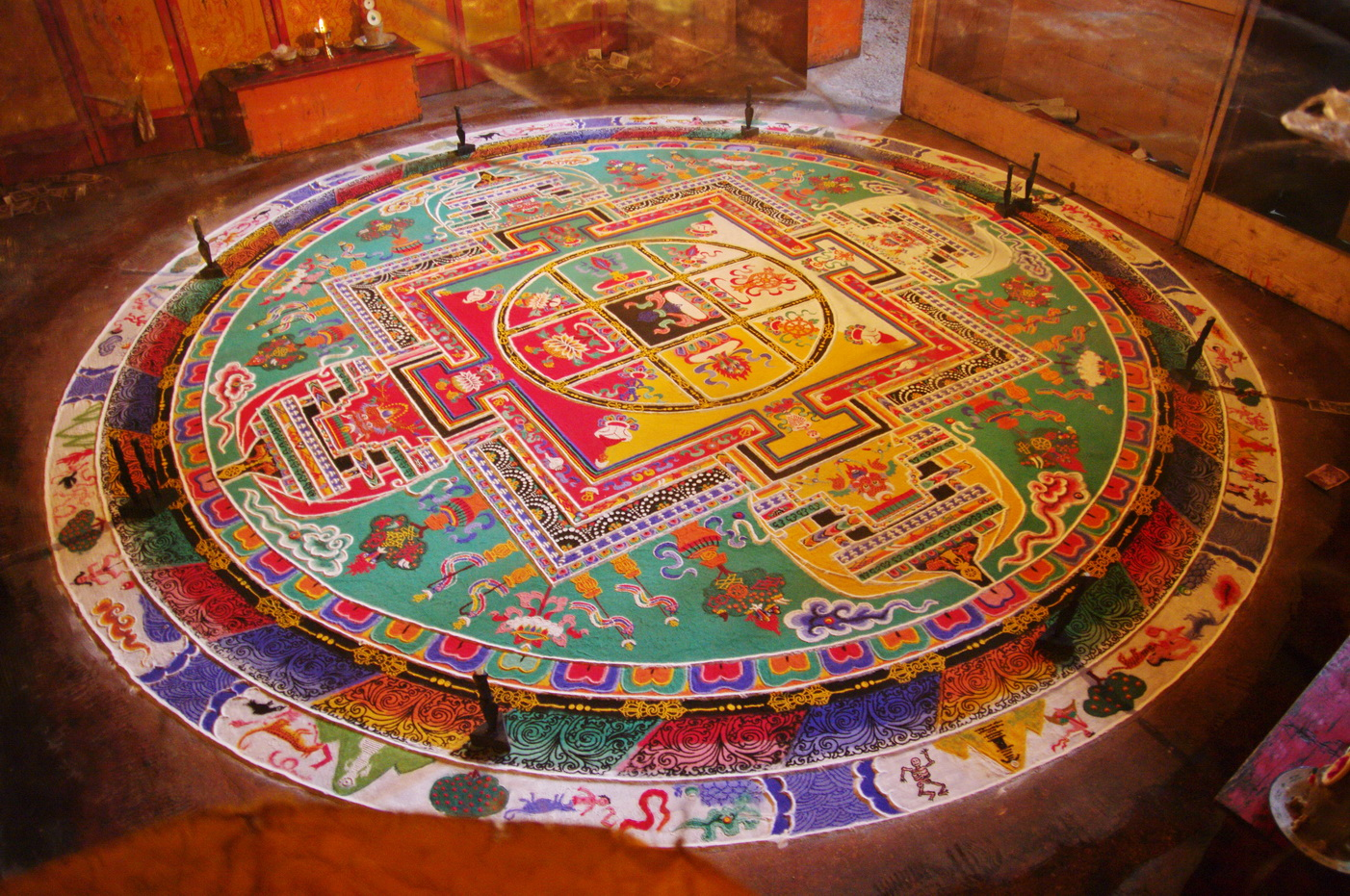
Przykładowa mandala do praktyki fazy budowania (cierim), przedstawiająca w rzucie z góry widok pałacu jidama z orszakiem, z otoczeniem do zewnętrznego okręgu granicznego z wadżr i płomieni chroniących

### Wizualizacja jidama (faza budowania, cierim)
Cechą charakterystyczną buddyzmu tybetańskiego są wizualizacje jidama pochodzące z wadżrajany. Nie jest to jedynie wyobrażanie sobie formy, gdyż  by mieć osobisty autentyczny związek z jidamem niezbędnym jest otrzymanie odpowiedniej inicjacji (Wylie: dbang), ustnego przekazu (Wylie: rlung) i wyjaśnień (Wylie: khrid). W powyższej wymienionych praktykach tantr są to kompleksowe wizualizacje w fazie budowania (cierim, Wylie: bskyed rim) tzw. czterech rodzajów czystości:
(1) czyste formy – jidamy,
(2) czyste miejsce – mandala, tj. pałac jidama z otoczeniem,
(3) czyste doznawanie – doświadczanie błogości i pustości (siunjata),
(4) czyste aktywności – pod wpływem bodhićitty.
Stosuje się tu dwa podejścia: z perspektywy tantr jogi najwyższej oraz z dzogczen. W tantrach jogi najwyższej wizualizację buduje się konceptualnie (cierim), przygotowując się do fazy spełniającej (dzokrim, Wylie: rdzogs rim), by w końcu za pomocą odpowiednio opanowanej fazy spełniającej (po intensywnym wieloletnim doskonaleniu praktyki rozpuszczenia wszystkich subtelnych wiatrów, Wylie: rlung, w kanałach swego ciała, Wylie: rtsa) rozpoznawać naturę umysłu Przejrzyste Światło, i dopiero na bazie tego rozpoznawania osiągać trzy ciała Buddy. Z perspektywy dzogczen najpierw zostaje się wprowadzonym w naturę umysłu rigpa przez mistrza dzogczen, następnie doskonali się by skutecznie powracać do rigpy, w końcu na bazie stabilnego rozpoznawania rigpy buduje się wizualizację (cierim), a w fazie spełniającej (dzokrim) integruje się coraz bardziej z tą rigpą, by osiągać trzy ciała Buddy .
Tym niemniej same wizualizacje są szeroko stosowane i mają kluczową wagę. Opisuje się, że utrzymywanie stabilnie takiej kompleksowej wizualizacji w stanie pośmiertnym bardo umożliwia wyzwolenie z sansary lub odrodzenie w krainie buddy. Wiele do myślenia dają współczesne badania naukowe. Donald D. Hoffman, amerykański profesor psychologii poznawczej, posługując się weryfikowalnymi matematycznymi modelami i wieloletnimi badaniami kogniwistycznymi wnioskuje, że istoty nie ewoluowały, aby postrzegać rzeczywistość taką jaką ona jest, ale by postrzegać tak, by tylko maksymalizować swoją skuteczność w przetrwaniu i rozmnażaniu. Takie doświadczanie jest niczym wizualizacja i zwie to "multimodalnym interfejsem użytkownika” (MUI). Świadomość każdej jednostki, choć nieuwarunkowana, doświadcza siebie jako użytkownika a inne jednostki świadomościowe wokół, jako swój model MUI . To ewolucyjnie uproszczone doświadczenie modelu innych jednostek świadomościowych, a nie samych jednostek świadomościowych jako nieuwarunkowanych. Jeżeli jednostka świadomościowa mogłaby swój taki model opuścić, byłoby to analogiczne z buddyjskim opisem procesu umierania do nieuwarunkowanej natury umysłu poza sansarą. Z kolei w stanie pośmiertnym bardo, zachodzi proces odwrotny: od nieuwarunkowanej natury umysłu i nieograniczonych możliwości, stopniowo buduje się (analogicznie do cierim) model sansary, by po stanie bardo model się sfinalizował i nastąpiło uwarunkowane odrodzenie (reinkarnacja).
Jak wykazują badania kliniczne lekarzy, realistyczne sny trudno rozróżnialne od jawy, w tym tzw. przejrzyste sny (świadome sny, ang.: lucid dreaming), są powszechne pod koniec życia dla każdego. Leczą one psychicznie i prowadzą osoby umierające przygotowując do śmierci. Dr Christopher Kerr, jeden z badaczy hospicjów, zdaje świadectwo: każdy tworzy takie swoje własne pomyślne środowisko mentalne, aby się pogodzić i być gotowym na własną śmierć . W wadżrajanie zastępuje się takie stany wizualizacjami „boskiego pałacu” (mandali z fazy budowania cierim) lub przeniesienia do „czystej krainy” (praktyki poła).  W dzogczen kontynuuje się wtedy natomiast stan rigpy (w praktyce trekciö) a w tantrach jogi najwyższej przebywa się w naturze umysłu „Przejrzyste Światło” (podczas fazy dzokrim).

### Adaptacja praktyk

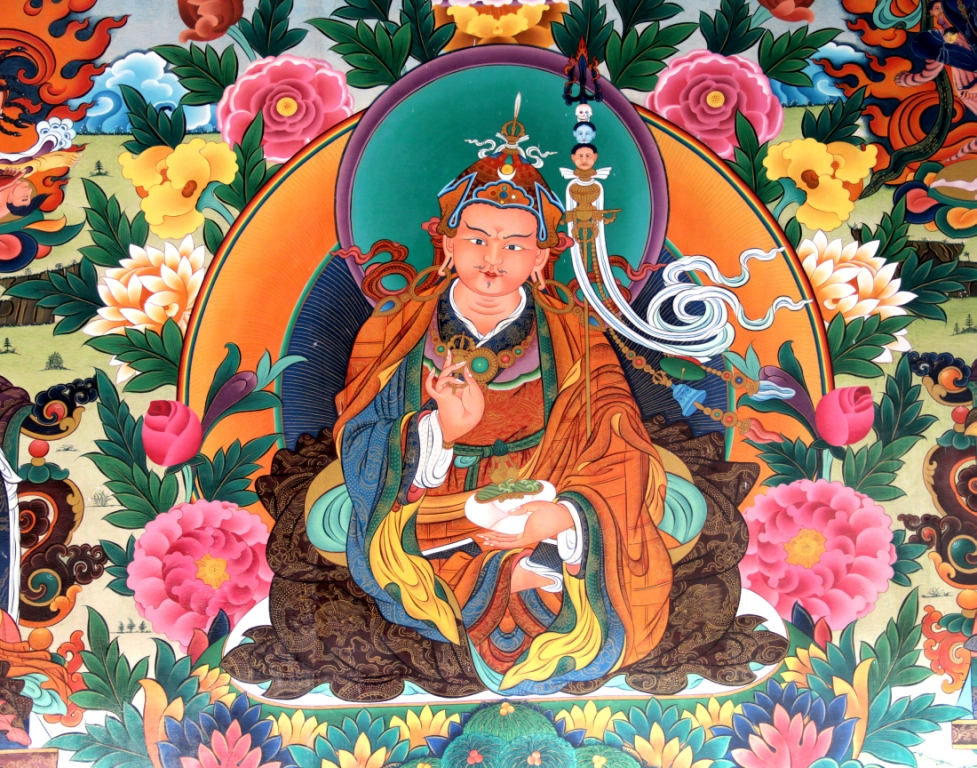
Malowidło ścienne przedstawiające Padmasambhavę, od którego pochodzi Tybetańska Księga Umarłych

Powyższe zaawansowane praktyki są jednak dla tantryków o odpowiednio wysokich zdolnościach i aspiracjach. W dawnym Tybecie, przed włączeniem do Chin, niemal wszyscy dostawali inicjacje tantryczne (Wylie: dbang) od wówczas licznych lamów i powszechna była znajomość podstawowych prawd buddyjskich o karmie, reinkarnacji, procesie umierania, schronieniu i postawie bodhićitta. Tym niemnej nieliczni podejmowali formalną praktykę, większość przyjmowała inicjacje tylko obrzędowo a przypominała sobie o potrzebie nauki praktyki w chwilach niedostatku, choroby lub umierania. Wiele praktyk więc adaptuje się do celów pomocy w tych trudnych momentach życia codziennego. Chorych naucza się rozwoju oświeconej miłującej dobroci bodhićitta poprzez tonglen (Wylie: gtong len) – uzdrawiającą praktykę wymiany własnego bólu dla celów uwolnienia od podobnych cierpień wszystkich czujących istot, by doznały one szczęścia. Praktyka ta przydatna jest też dla umierających, gdyż w chwili śmierci stan umysłu wpływa najbardziej na kolejne odrodzenie. Najbardziej znaną praktyką rodem z tantr jogi najwyższej, dla każdego buddysty by przygotować się do własnej śmierci, jest praktyka poła (Wylie: ‘pho ba), przeniesienia umysłu w czasie śmierci do krainy buddy. Jak robić poła można się nauczyć podczas kursu w ośrodku Dharmy, również w Polsce . Można też nauczyć się wizualizowania praktyk tantrycznych, by zmniejszyć lgnięcie do materialnego ciała, takich jak ofiarowywanie ciała kusali(Wylie: ku su lu). 
Dla praktykującego tantrę najważniejszą praktyką w chwili śmierci ma być guru joga (Wylie: bla ma'i rnal 'byor), połączenie własnej natury umysłu z buddą, którą dokonuje się wtedy w stanie dzogczen lub tantr jogi najwyżej. Jednak wizualizowania guru jogi może się nauczyć każdy, np. guru jogę Padamsambhavy lub Karmapy . Dostępne jest również wyzwolenie poprzez ubranie obrazka tagdrol (Wylie: btags grol), przedstawiającego tzw. Wielkie Koło Wyzwolenia, który można zrobić samemu, aby wyzwolić osobę przebywającą w stanie pośmiertnym bardo, jeśli jej zmarłe ciało będzie z nim ubrane. Pochodzi to z tzw. Tybetańskiej Księgi Umarłych, popularnej buddyjskiej termy tantrycznej, która notabene powszechnie jest czytana umarłym, w celu tzw. wyzwolenia ich z bardo przez słuchanie. W dawnym Tybecie zgodnie z Tybetańską Księgą Umarłych było odprawianych wiele widowiskowych ceremonii tantrycznych z wielobarwnymi tańcami czam, aby każdy mógł się dowiedzieć, co będzie się dziać po śmierci. Ważne jest wyćwiczenie się za życia w tzw. świadomym śnieniu, aby podczas marzeń sennych wiedzieć, że się tylko śni i zachowywać wtedy spokój. Jak mówią nauki jogi snu (Wylie: rmi lam) chaotyczne, niczym nieograniczone doświadczenia w śnieniu są bowiem podobne do tych w stanie pośmiertnym bardo, szczególnie gdy traci się kontrolę w celu niepomyślnego odrodzenia w niższym z sześciu światów. Uczą one aby ćwiczyć się przed, w i po śnie, że zasypianie jest jak umieranie, śnienie jak bardo, a obudzenie się jak kolejne odrodzenie po bardo. Zalecana jest również recytacja stusylabowej mantry Wadżrasattwy, oczyszczającej niepomyślności, która nauczana jest w nyndro (Wylie: sngon 'gro). W celu odwrócenia niepomyślnych okoliczności życiowych ponadto doradzano, by uwalniać zwierzęta z niewoli, pomagać potrzebującym, opiekować się środowiskiem, np. sadzić drzewa, rozdawać majątek na cele charytatywne i spłacić wszelkie długi materialne i duchowe.

## Święta

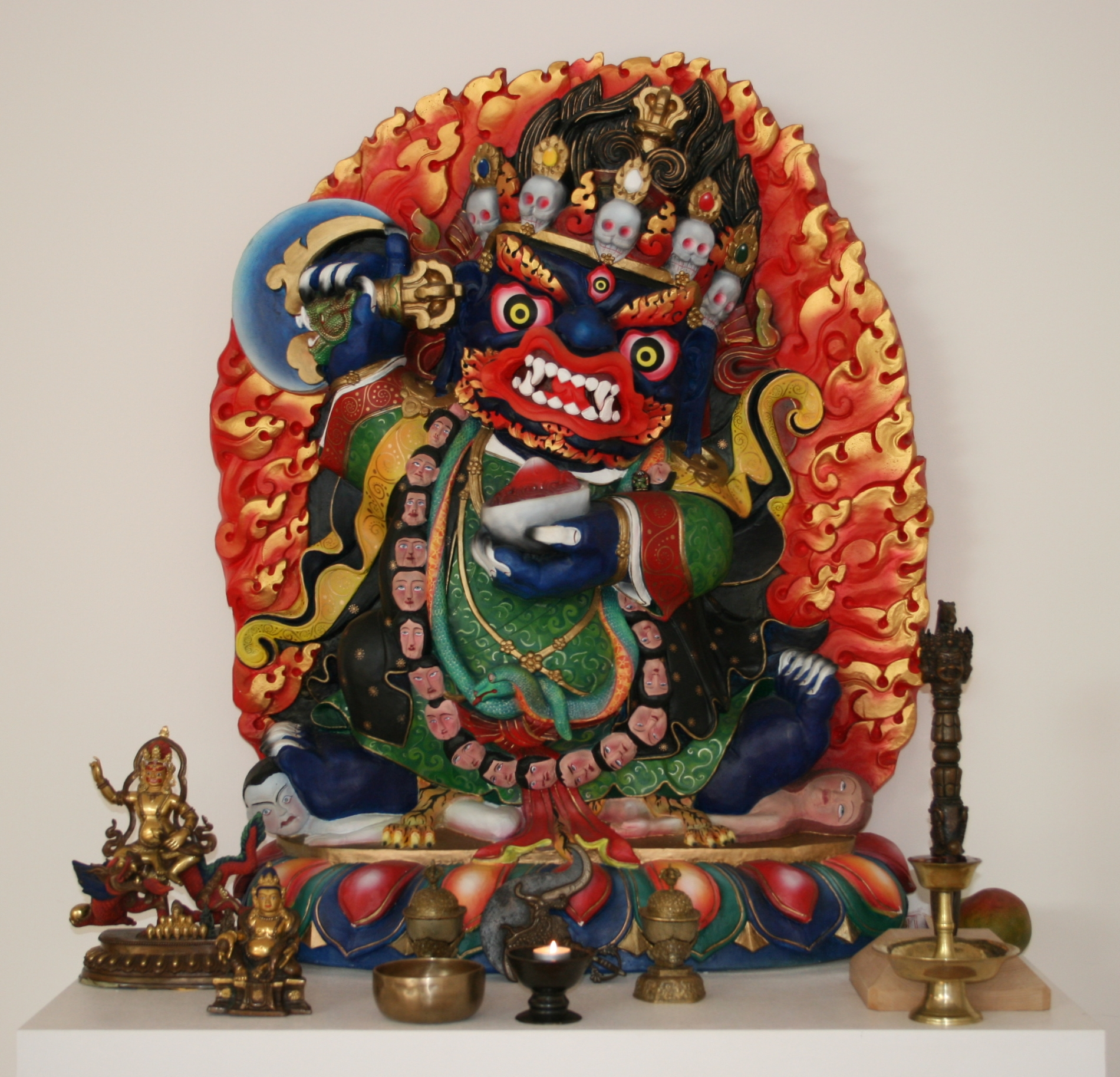
Wielobarwna statuetka przedstawiająca Mahakalę Bernakcien (Wylie: gon po ber nag chen), głównego strażnika tantr linii przekazu karmapów

W buddyzmie tybetańskim przestrzega się dni świątecznych na podstawie kalendarza księżycowego. Wyróżnia się tu cztery główne święta buddyjskie związane z życiem Buddy Siakjamuniego, święta związane z narodzinami bądź „odejściem w nirwanę” wielkich mistrzów tradycji tybetańskich oraz dni specjalne, które sprzyjają wykonywaniu dobrych czynów. Do czterech głównych świąt buddyjskich zalicza się Święto Oświecenia Buddy zwane również Wesak, które wypada w okolicy pełni księżyca w maju lub czerwcu, Święto Pierwszego Obrotu Kołem Dharmy przez Buddę, które wypada w okolicy pełni księżyca w lipcu, Święto Odejścia Buddy w Paranirwanę, które wypada w okolicy pełni księżyca w lutym, oraz Święto Sanghi zwane Labab Dücien (Wylie: lha bab dus chen), kiedy Budda powrócił z niebios, gdzie nauczał bogów, na prośby Sanghi – jego buddyjskiej wspólnoty, które wypada w okolicy pełni księżyca w listopadzie .
Dni specjalnych przestrzega się dla praktyk buddyjskich w zależności od faz księżyca i dzielą się one przykładowo na Dzień Dakiń, Dzień Strażników, nów księżyca, Dzień Buddy Medycyny, Dzień Założyciela Tradycji, np. Padmasambhavy lub Congkhapy, pełnię księżyca . W Dniu Strażników najlepiej wykonywać praktyki strażników tantr, np. Mahakali. W Dniu Założyciela Tradycji najlepiej robić ofiarną ucztę zwaną Pudżą Tsog (Wylie: tshogs). Te dwie ceremonie są ważne szczególnie dla praktykujących tantrę w celach ochrony i odnawiania własnej praktyki.
Unikatowym wielkim świętem tybetańskim jest Losar (Wylie: lo gsar), Tybetański Nowy Rok, który zwykle wypada w lutym. Wykonywane są wtedy np. uwielbiane przez turystów festiwale Mönlam (Wylie: smon lam), pełne religijnych występów. Tradycję festiwali Mönlam, którą zainicjował założyciel gelug Congkhapa w roku 1409, obecnie przestrzegają również pozostałe tradycje buddyzmu tybetańskiego. Wielkim festiwalem buddyjskim jest również festiwal Saga Dawa (Wylie: zlawa) w Lhasie na cześć urodzin, oświecenia (nirwany) i paranirwany (śmierci) Buddy organizowany w 15 dniu czwartego miesiąca księżycowego. Ponadto na dziedzińcach wielu klasztorów w specjalne dni wykonywane są rytualne tańce, np. w klasztorze w Samje i Curpu (Wylie: mtshur phu), gdzie wykonuje się „tańce lamów” zwane Czam (Wylie: 'cham). Na elewacji wielu klasztorów w czasie świąt spektakularnie rozwija się i prezentuje gigantyczne wielobarwne malowidła, tzw. thanki, np. na klasztorze Taszilunpo (Wylie: bkra shis lhun po).

## Miejsca kultu

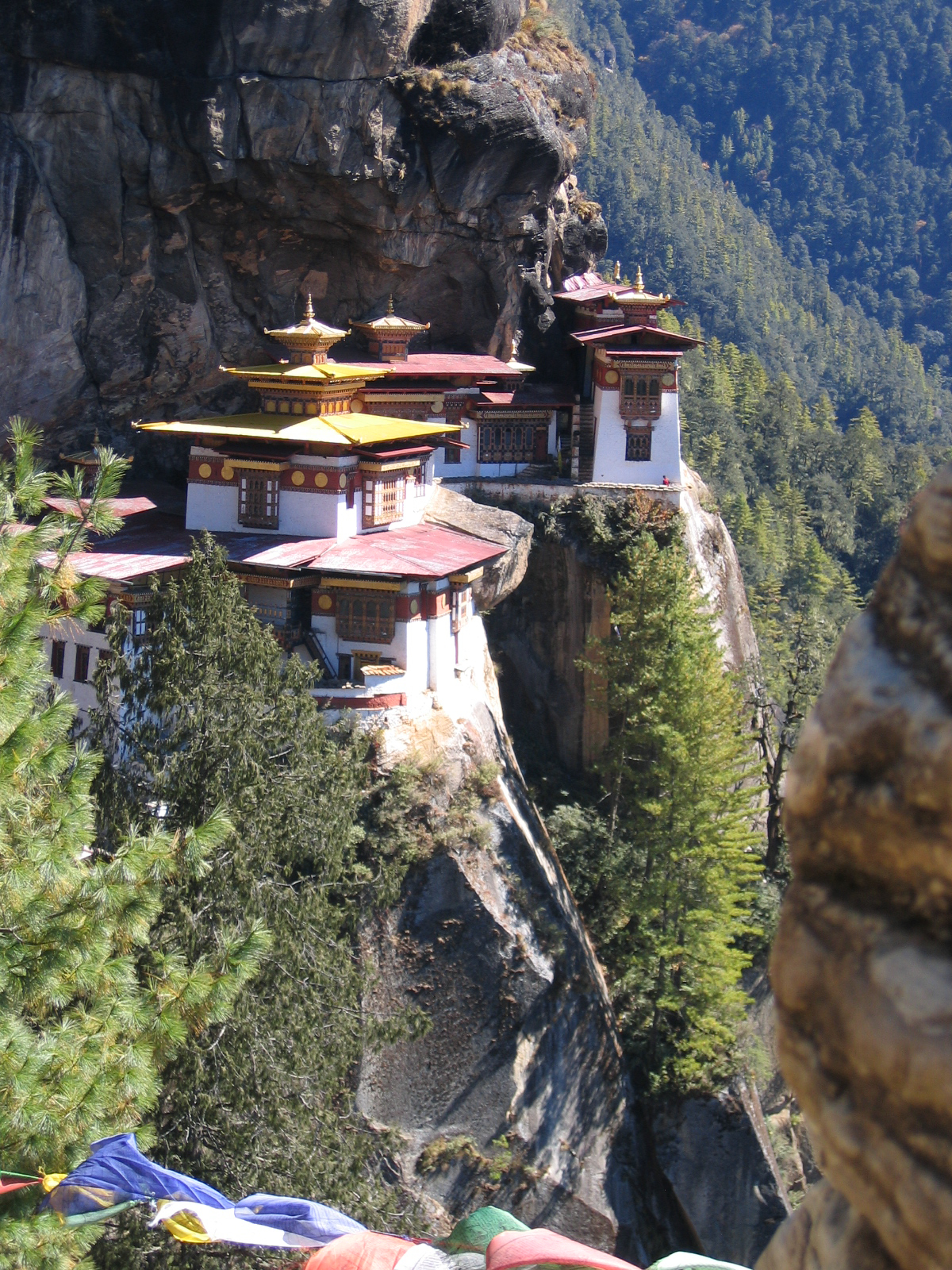
Wisząca na skale świątynia Taktshang zwana „Gniazdem Tygrysa” w okolicach Paro, Bhutan

Buddyści tradycji tybetańskich, tak jak w innych tradycjach buddyzmu, czczą cztery główne miejsca kultu związane z życiem Buddy, mianowicie Lumbini, Kushinagar, Bodh Gaya, Sarnath. Są to główne miejsca pielgrzymek. Wielka czcią jako miejsce pielgrzymek otacza się również górę Kajlas, jako że uważa się ją za sekretne święte miejsce Czakrasamwary (Wylie: khor lo bde mchog). Pielgrzymki zmierzają również do świętego oczyszczającego karmę jeziora Manasarovar (Mapam Yumco). W Tybecie wielką czcią otaczane są stupy, które symbolizują oświecony umysł buddy i które należy okrążać trzykrotnie zgodnie z ruchem wskazówek zegara. Okazuje się kult wszelkim innym formom buddyjskim, wliczając sakralne dzieła sztuki, święte księgi, miejsca odkrycia term oraz same termy przechowywane w sanktuariach, mantry wyrzeźbione w skałach czy odciśnięte w nich ślady stóp i dłoni mahasiddhów. Najbardziej znaną tybetańską budowlą jest wielki pałac Potala w Lhasie, siedziba poprzednich dalajlamów.
Przewodniki po świętych miejscach środkowego Tybetu wymieniają posąg Siakjamuniego ze świątyni Ciokang (Wylie: jo khang) w Lhasie zwany jako Cioło Siakjamuni (Wylie: jo bo rin po che), który pochodzi z czasów Buddy z indyjskiego królestwa Magadha i przywieziony został przez królową Wencheng za czasów władcy Songcen Gampo, pierwszy tybetański klasztor Samje (Wylie: bsam yas), Wielką Stupę 1000 Buddów Kumbum (Wylie: sku 'bum) w Gyangzê, posąg Maitreji w klasztorze Drepung (Wylie: 'bras spungs) 5 km na zachód od Lhasy. Ponadto kultem otacza się złotą stupę Congkhapy w klasztorze Ganden (Wylie: dga' ldan) położonym 50 km od Lhasy, wiszącą na skale w świętym miejscu Padmasambhawy świątynię Takcang (Wylie: stag tshang) 900 metrów ponad Paro (Wylie: spa ro) w Bhutanie zwaną „Gniazdem Tygrysa”, relikwie Buddy Siakjamuniego i poprzedniego Buddy Kaśjapy przechowywane w Sikkimie, święte jaskinie Milarepy w Lapci , wszystkie samopowstałe (Wylie: rang 'byung) posągi bóstw, np. „Samopowstała Tara”, znana jako „Mówiąca Tara”, z Pamting (Wylie: pham thing) nieopodal Katmandu w Nepalu, relikwie wielkich mistrzów tantrycznych samopowstałe po kremacji, które trzymane są m.in. w klasztornych stupach bądź relikwiarzach.

## Buddyzm tybetański w Polsce

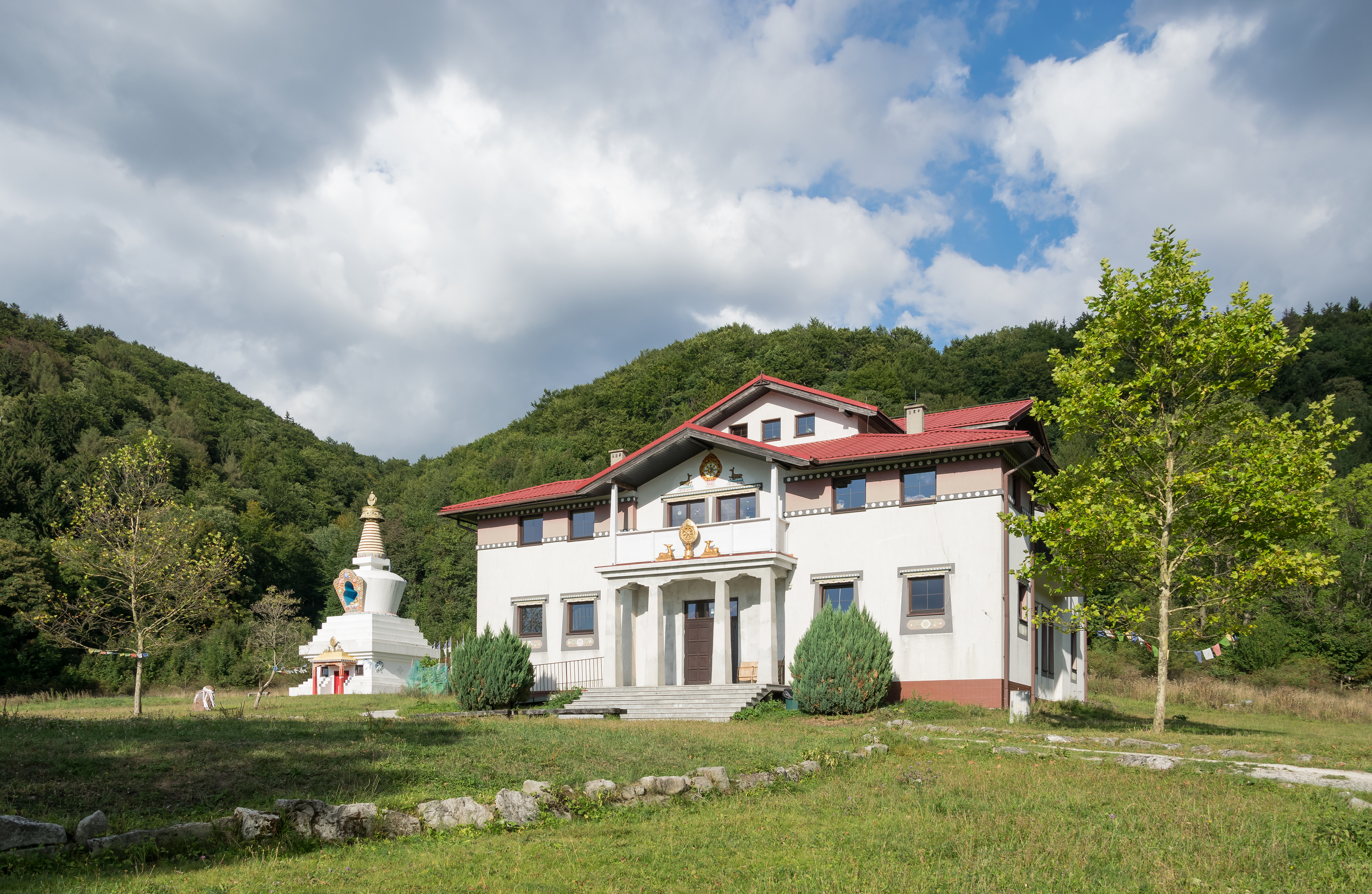
Gompa w kształcie mandali należąca do Związku Buddyjskiego Khordong w Darnkowie

Buddyzm tybetański funkcjonuje w Polsce za sprawą zapraszanych nauczycieli od lat 70. XX wieku. Jednym z nich był Ole Nydahl z Danii, który pobierał nauki u Karmapy Rangdziung Rigpe Dordże. Dzięki niemu powstało Stowarzyszenie Buddyjskie Karma Kagyu zarejestrowane w 1984 roku z siedzibą w Kucharach. Obecnie działa pod nazwą Buddyjski Związek Diamentowej Drogi Linii Karma Kagyu . W roku 1995 zawiązano Polską Unię Buddyjską, którą objął patronatem Dalajlama XIV w styczniu 1997 roku . W Polsce działają grupy wyznaniowe związane ze szkołami ningma, kagju, gelug oraz z religią bön. Od roku 1996 we wsi Darnków na Dolnym Śląsku funkcjonuje świątynia i centrum odosobnień Związku Buddyjskiego Khordong rozwijająca tradycję ningma, gdzie corocznie odbywa się ceremonia ofiarowania lampek maślanych, podczas której 111 111 lampek płonie w intencji pokoju na świecie . 
W 2010 roku w Grabniku wybudowane zostało Centrum Kultury Buddyjskiej przeznaczone do promocji kultury i twórczości buddyjskiej, organizacji wizyt, wystaw, wykładów i konferencji. Projekt współfinansowany został ze środków Europejskiego Funduszu Rozwoju Regionalnego i Związku Buddyjskiego Bencien Karma Kamtsang . W 2012 roku w Grabniku zakończyło się pierwsze trzyletnie odosobnienie w specjalnie do tego celu wybudowanym w 2009 roku budynku o nazwie „Drubkang”. Po odosobnieniu kilkanaście osób z kraju i ze świata otrzymało formalne wykształcenie na wykwalifikowanych nauczycieli buddyzmu tybetańskiego o tytule lamy . Ponadto występują inne grupy praktykujących organizujące przyjazdy nauczycieli buddyzmu tybetańskiego, takie jak grupa tradycji drukpa kagju , grupa praktykujących dzogczen pod przewodnictwem Namkhaia Norbu , grupa „Yeshe Khorlo” praktykujących tradycję ningma i dzogczen z Bhutanu , grupa studentów tradycji taklung kagju , grupa praktykujących tradycję gelug w ramach Misji Buddyjskiej Trzy Schronienia . W 2019 roku zakończył się, po raz pierwszy w Polsce, kompletny wieloletni cykl dla wszystkich nauk, przekazów i praktyk dzogczen z nintik, w tym trekciö, tögal i czwarta ostatnia część bardo, pod przewodnictwem Gangteng Tulku Rinpoczego   a nad miejscowością Jarków zaczęto budować ośrodek dedykowany dzogczen buddyzmu tybetańskiego dla praktykujących trekciö i tögal .

## Literatura
- Dalajlama Tenzin Gjaco, Gesze Thubten Dzinpa: Świat buddyzmu tybetańskiego. Zarys filozofii i praktyki. Krzysztof Jakubczak. Warszawa: Wydawnictwo MUDRA, 2002. ISBN 83-87387-07-X. (pol.). Brak numerów stron w książce
- John Powers: Wprowadzenie do buddyzmu tybetańskiego. Joanna Janiszewska. Kraków: Wydawnictwo A, 2008. ISBN 83-89978-20-2. (pol.). Brak numerów stron w książce